# Río Marañón
El río Marañón fluye íntegramente en territorio peruano. En su confluencia con el río Ucayali forma el río Amazonas. Su fuente más lejana de su desembocadura en el  Amazonas, está a 4600  m s. n. m. al pie del nevado Yapura (o cerro Caudalosa), cuya cumbre está a 5480m de altura en la cordillera Raura, (provincia de Lauricocha, Región Huánuco). Más al norte, en la cordillera Huayllay, hay una segunda fuente importante del Marañón: las nacientes de los ríos Carhuacocha y Janca, que van a formar el río Nupe, en confluencia con el río Lauricocha cambiará su nombre para llamarse Marañón.
La longitud del río Marañón es de 1707 km hasta su confluencia con el río Ucayali cerca de Nauta (Loreto), a 89 m s. n. m. Esta longitud es referencial puesto que en la llanura amazónica los meandros del río varían según las crecidas y las vaciantes.
El área de captación de caudal del río Marañón es de 363432 km² de los cuales 297038 (es decir 82%) están en el Perú. El 18% restante está en el Ecuador.

## El nombre del río Marañón
En su Historia general y natural de Indias (primera parte publicada en 1535 y la segunda en Madrid en 1853) Gonzalo Fernández de Oviedo relata el descubrimiento europeo de la boca del río Amazonas por Vicente Yáñez Pinzón y, ya en esa época, lo llama río Marañón, aunque dice no saber el porqué de ese nombre. Pinzón lo había llamado Santa María de la Mar Dulce. El río Marañón es ya mencionado por el cronista Agustín de Zárate en su libro Historia del descubrimiento y conquista de la provincia del Perú (Amberes 1555). Según el misionero jesuita Pablo Maroni, quien entró al Marañón en 1737, su nombre se debería a un capitán Marañón, español, quien habría explorado la boca del río Amazonas.
Marañón es un apellido español, de origen navarro, originado en la localidad del mismo nombre. Aunque su significado es desconocido, algunos lo relacionan con el castellano maraña (lugar riscoso, impracticable) y otros con el euskera marañon (endrinal, colina suave).

## Primeros mapas
El río Amazonas, entonces llamado Marañón, ya aparece en el Mappemonde de Sebastián Cabot (1544), pero su origen, fluyendo de sur a norte en la cordillera de los Andes, el actual río Marañón peruano, no aparece. Pero aparece ya en el mapa del cartógrafo flamenco Cornelis De Jode, Brasilia et Peruvia (1593). 

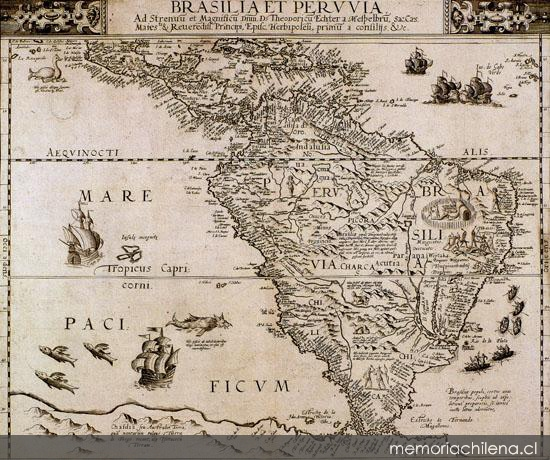
El río Marañón aparece en el mapa Brasilia et Peruvia de Cornelis De Jode

Más tarde el nombre de río Amazonas se popularizó, como ya se puede ver en el mapa de ese río publicado en Quito en 1707 por el jesuita Samuel Fritz. El nombre Marañón quedó reservado a su afluente mayor en su cuenca alta.

## Curso inicial
Nace al norte del Nudo de Pasco, en la cordillera Raura, nace como un pequeño curso de agua llamado Jayco. Cruza una serie de pequeñas lagunas, a las que siguen las de Puyhuancocha, Caballococha, Anaspampa, Tinquicocha, Chuspi, Patarcocha, a continuación de la cual, pasa a menos de 100 m del pequeño C.P. San Miguel de Cauri, luego seguirán las lagunas de Taulicocha y Lauricocha, de la cual emerge del río homónimo. A partir de ese punto su recorrido cambia a la dirección norte, pasando por las localidades de Cauri, Jesús y Jivia. La mina Raura, situada en las cabeceras del río es una fuente de contaminación importante.

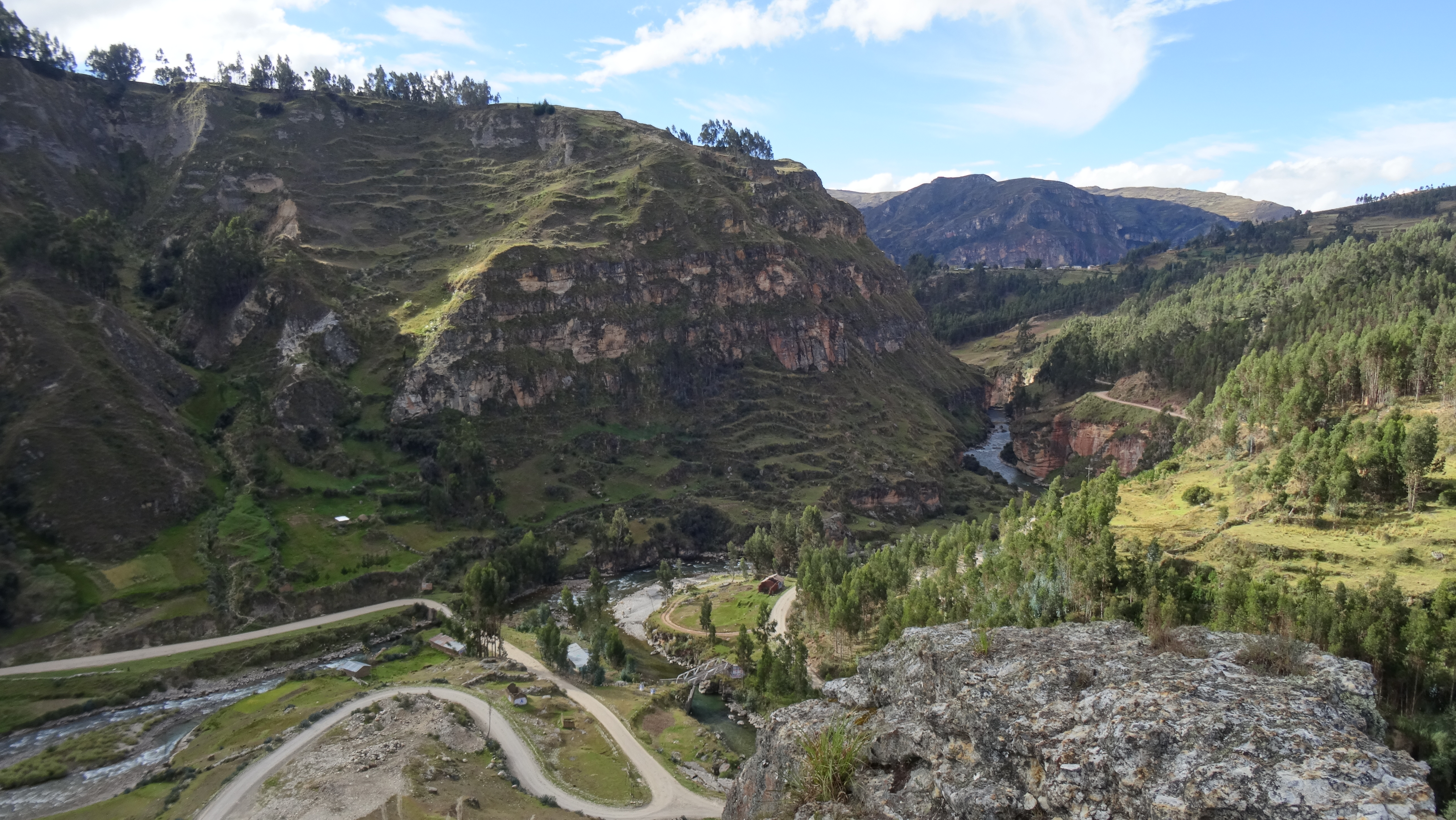
La confluencia de los ríos Nupe y Lauricocha forman al río Marañón. Vista desde el cerro Gongui.

Al pie de la meseta sobre la cual se asienta la ciudad de Rondos y al pie del cerro Gongui, confluye con el río Nupe y a partir de allí se llama Marañón. Allí se encuentran tres de los distritos de la provincia de Lauricocha que son Rondos, Jivia, que termina en el cerro Gongui, y San Francisco de Asís, al pie del cerro Talapunta.

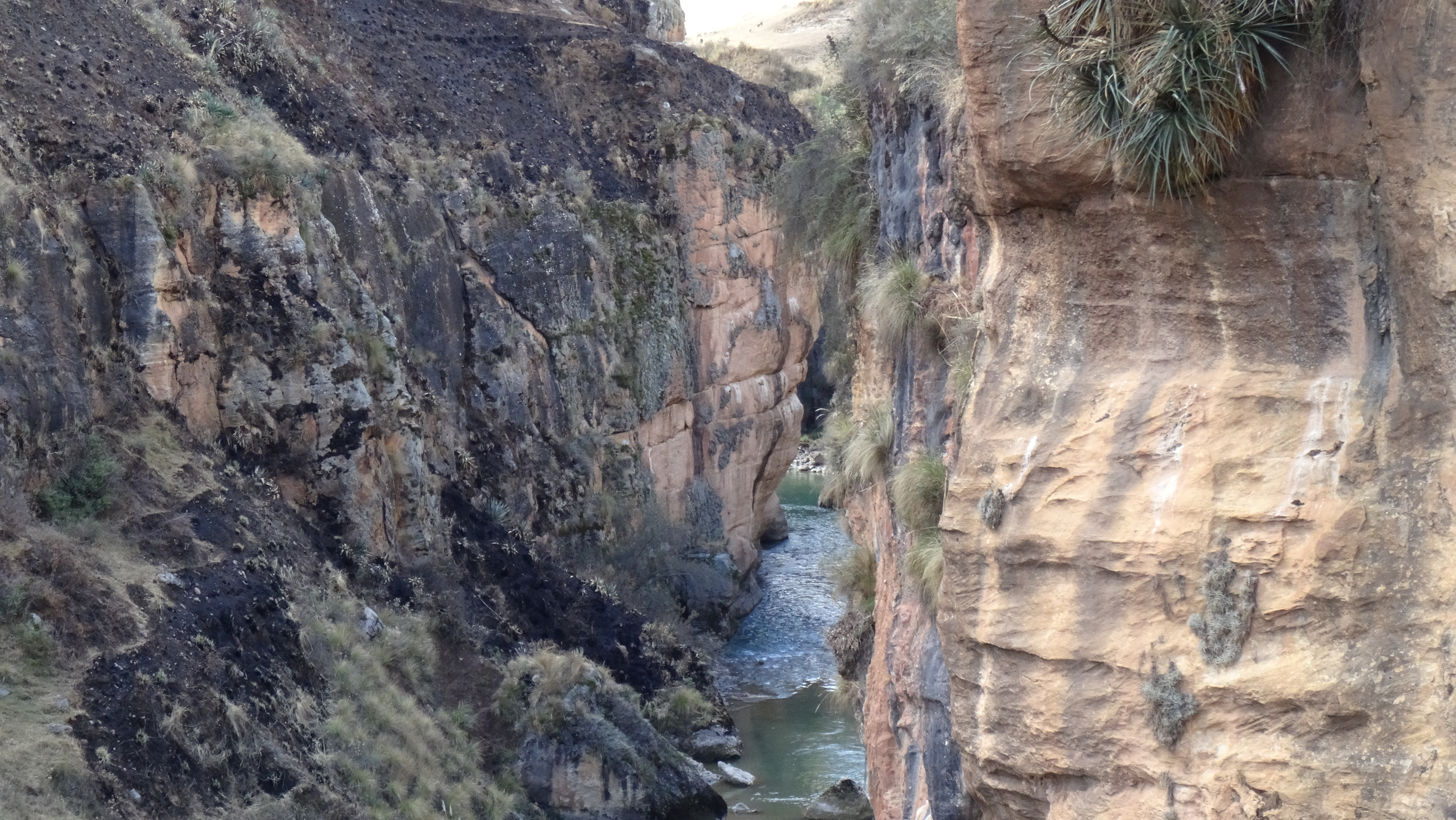
Desfiladero del naciente río Marañón.

A partir de dicho punto en las márgenes del naciente Marañón alternan playas de arena y desfiladeros de paredes casi verticales. Al pasar al pie de la meseta donde se encuentra la ciudad de Huarín toma rumbo noreste ingresando a la provincia de Yarowilca. Después de recibir en su margen este la quebrada Llicllatambo toma dirección noroeste.
Ingresando a la provincia de Dos de Mayo, en las proximidades de la localidad de Tingo Chico, el Marañón recibe por su margen izquierda al río Vizcarra.
Más al norte, ingresando a la provincia de Huamalíes, forma un profundo cañón con un máximo desnivel de casi 1500 m entre las cimas de las montañas de ambos lados y el curso de agua. Cerca del poblado de Nuevas Flores está la central hidroeléctrica Marañón con 18.4 MW (megavatios) de potencia instalada.

## Curso intermedio y tramo de los pongos

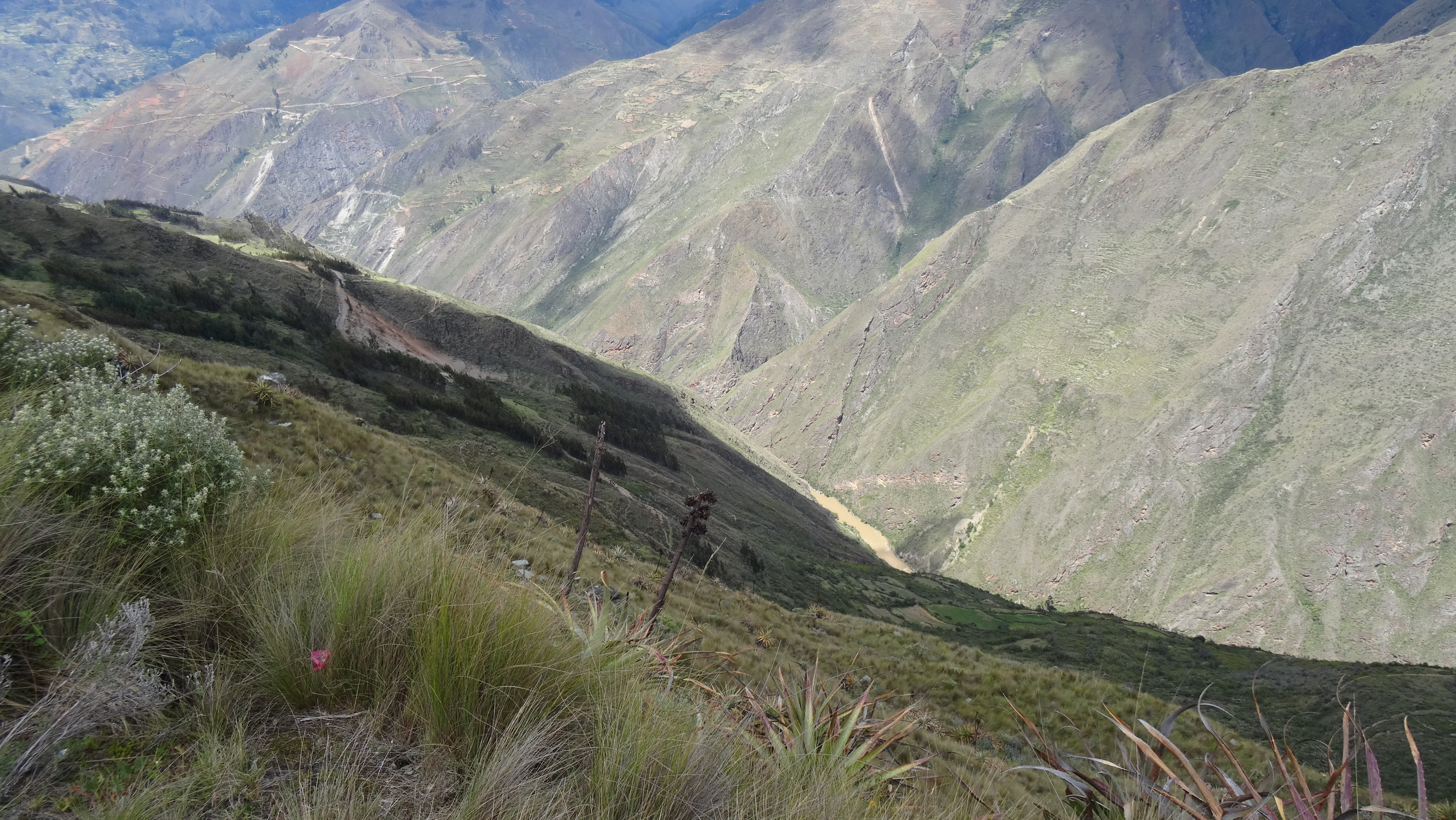
Río Marañón visto desde Punta Rada. El centro de la imagen es el punto donde el río de sur a norte ya es el límite de los departamentos de Huánuco y Áncash´en su margen oeste (hacia la derecha de la foto).

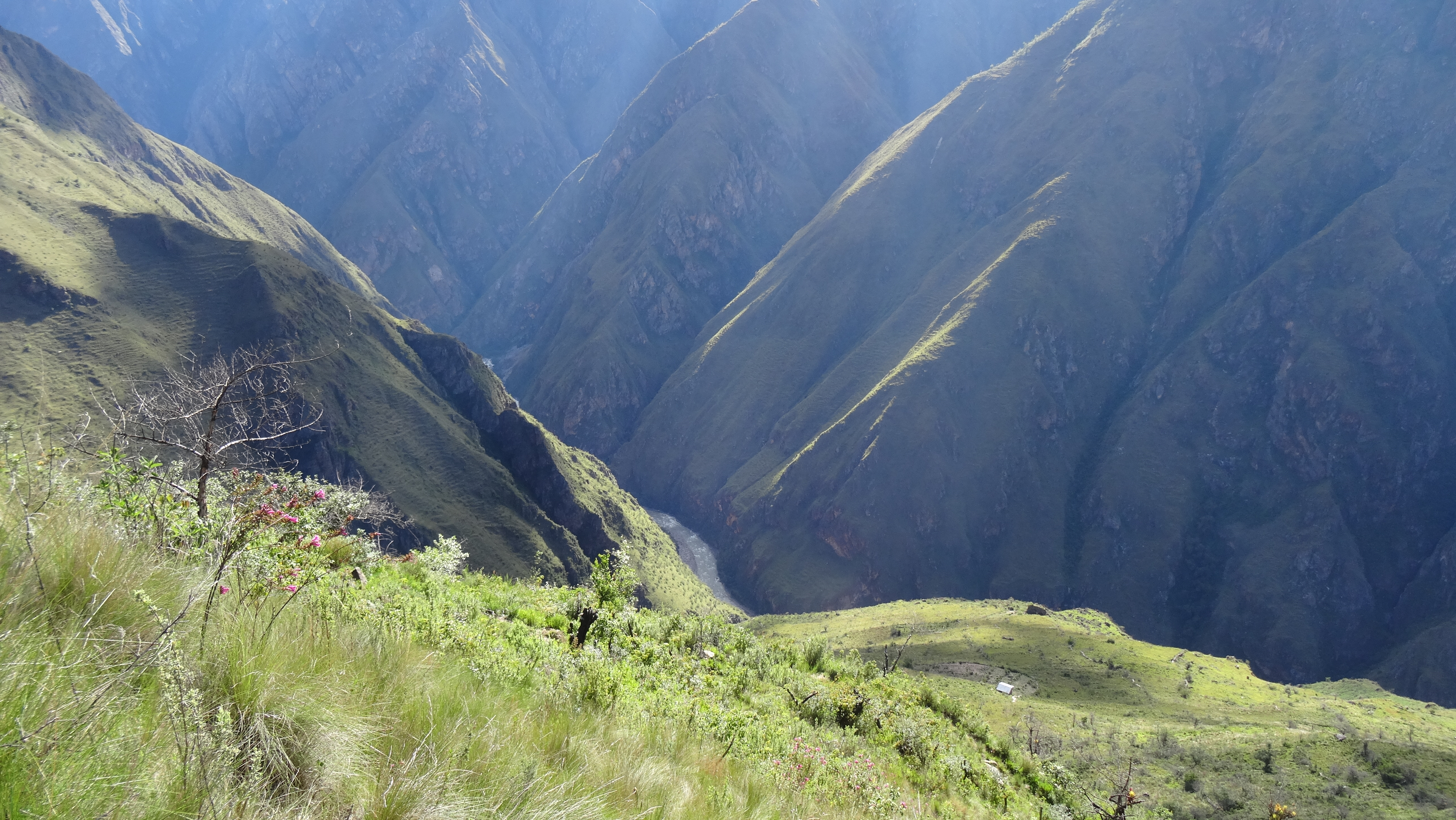
Vista del río Marañón desde Urpish.

El río sigue rumbo norte en el departamento de Huánuco, por los distritos de Llata, Puños, Miraflores, Punchao y Singa en el margen oeste; Jacas Grande, Chavín de Pariarca, Tantamayo, Jircán y Arancay. A partir de entre los distritos distritos de Singa, Rapayán (Áncash) y Chavín de Pariarca el río hace de límite natural entre las regiones Áncash y Huánuco; luego pasando por la localidad de Urpish (Jircán) toma la dirección noroeste. En esta parte el ancho del cauce del río se estrecha y el desnivel se acentúa aún más. En su margen oeste, correspondiente al distrito de Rapayán, en la provincia de Huari (Áncash), las paredes del cañón alcanzan pendientes muy pronunciadas, de casi 90°, por lo que la orilla oeste del río y las cumbres están casi en la misma vertical. Esta característica se extiende hasta su confluencia con el río Contan, el que llega por su margen izquierda.

En contraste, en su margen este, que viene a ser el flanco occidental de la Cordillera Central de los Andes del Norte peruanos y corresponde a los distritos de Jircán y Arancay (Huánuco), su pendiente es ligeramente más suave lo que favorece al asentamiento de centros poblados y las actividades agrícolas. 

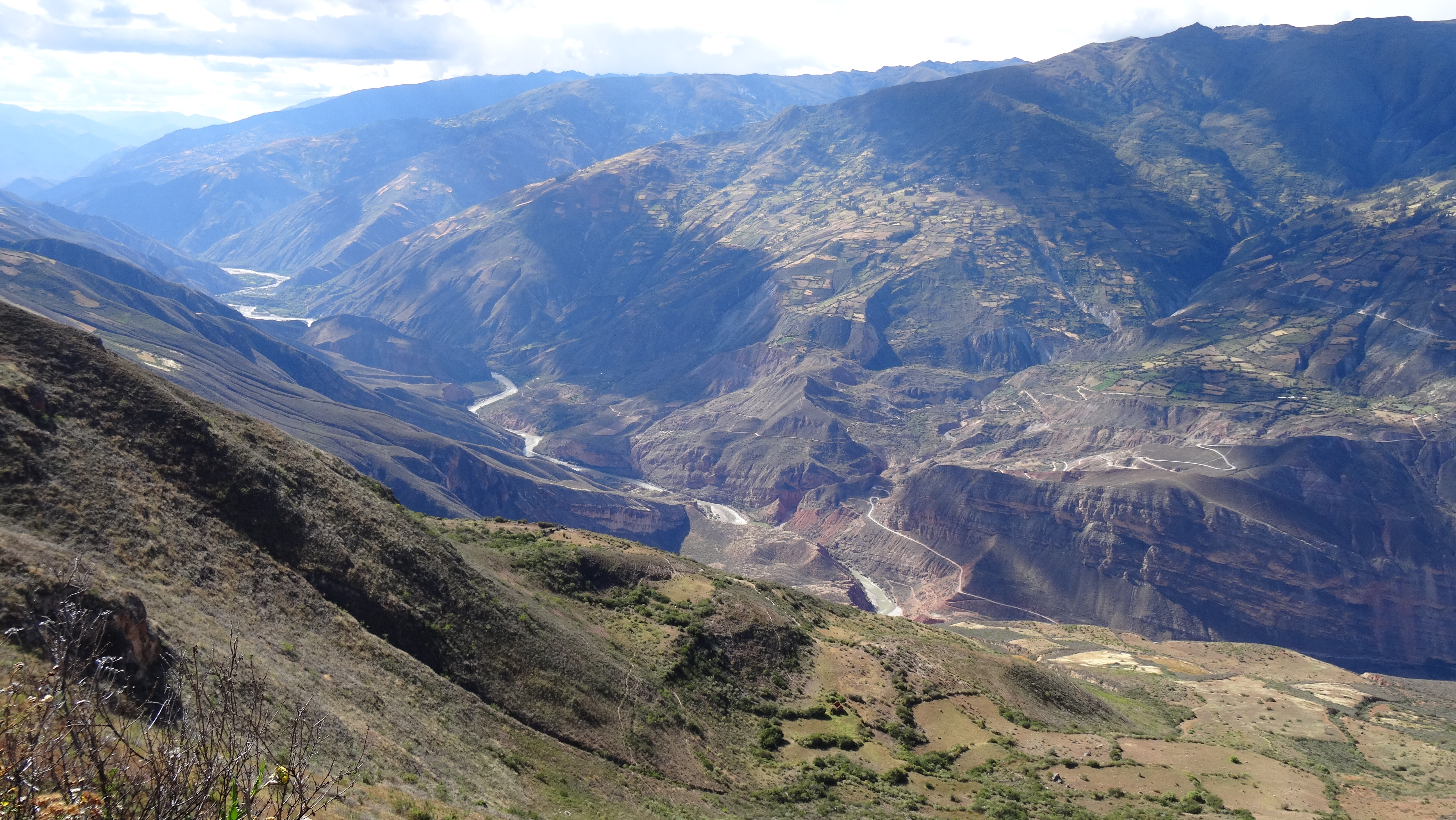
Río Marañón visto desde el cerro de Yarcan, entre las provincias de Antonio Raimondi y Huacaybamba, de los departamentos de Áncash y Huánuco respectivamente.

Siguiendo el mismo rumbo noroeste recibe las aguas del río Puchka en su margen suroeste, a 2117 m de altitud sobre el nivel del mar. Entre las provincias de Antonio Raimondi y Huacaybamba, ancashina y huanuqueña respectivamente, el río Marañón, forma un valle profundo y amplio corriendo entre la Cadena Occidental y la Cadena Central de la Cordillera de los Andes. Luego, por su margen izquierda, recibe primero las aguas del río Yanamayo, el que tiene sus fuentes en los nevados Alpamayo, Chacraraju y Huascarán, y luego, las del río Rúpac. En ese lugar hay uno de los raros puentes que cruzan el Marañón, en la carretera que une el puerto de Chimbote con Tocache Nuevo, en la ceja de montaña. Es el lugar del proyecto hidroeléctrico Yaku de 314 MW.
Unos 130 km más al norte, cuando marca la frontera entre La Libertad y Áncash, el Marañón es parcialmente cortado por del Derrumbe de Wasson, así bautizado por los kayakistas en honor a John Wasson. Él y tres compañeros descendieron el río en 1977, en kayaks y una balsa, desde Rondos hasta Nazareth. El Derrumbe fue una consecuencia del terremoto de 1970 y forma rápidos de clase V y VI, espectaculares pero impasables por botes y kayaks, los que deben ser portados o remolcados desde la ribera. 
La característica orográfica en este tramo es la de un profundo cañón que erosiona la meseta andina con desniveles entre las cumbres de los bordes y la línea de agua que varían entre los 2,990 y 3,130 m. Lo accidentado y estrecho de este recorrido forma un paisaje espectacular donde las actividades agropecuarias son mínimas. Sin embargo, en las tardes, los pobladores de los pueblos de las cumbres descienden varios cientos de metros a pescar en el río. 
Más al norte ya dentro del departamento de La Libertad, el río separa las provincias de Santiago de Chuco y Sánchez Carrión, en su margen oeste, de las provincias de Bolívar y Pataz. Allí, en Chagual, está el único aeródromo de la región y la carretera de Trujillo a Pataz y Parcoy cruza el río por un puente que lleva a las productivas minas de oro Poderosa, Horizonte y Retamas. Los residuos allí abandonados por las corporaciones mineras son explotados por mineros informales. En Pataz está la laguna de Pías y comienza el sendero que desciende al parque nacional del Río Abiseo, el que contiene las remarcables ruinas del Gran Pajatén, de la civilización Chachapoyas.  
Unos 45 km más al norte está el pueblo de Calemar donde el escritor Ciro Alegría, quien había nacido en la vecina hacienda Marcabal Grande, se inspiró en la vida de los balseros del río para su novela La serpiente de oro, un clásico de la literatura peruana. En Calemar hay un puente sobre el Marañón en la carretera a Cajabamba, A 1,142 m de altura tiene ya un clima cálido, pero hay muy pocos casos de paludismo y dengue. Más bien su posta médica debe tratar, de vez en cuando, picaduras de serpiente. 
A partir de aquí el Marañón separa las regiones Cajamarca y Amazonas y forma un profundo y espectacular cañón. Tiene unos 260 km de largo, 3,000 m de desnivel entre las cumbres más altas de ambos lados y el río, y quizás sea uno de los más bellos del mundo. Sus riberas se cubren de una vegetación tropical y aparecen cocoteros cultivados por los escasos pobladores. Aquí hay dos proyectos hidroeléctricos, Río Grande 1 (600 MW) y Río Grande 2 (150 MW). Recibe por su margen izquierda el río Crisnejas, el que también desciende cortando un profundo cañón. En el pueblo de Balsas, a 860 m de altura, un puente de acero cruza el Marañón llevando la carretera que viene desde Trujillo, una importante arteria comercial que desciende vertiginosamente desde Cajamarca (2,729 m) para luego trepar el cañón hacia Chachapoyas (2,021 m). 
Más al norte hay unos cuantos caseríos a los que solo se puede llegar a lomo de mula. Tienen cuatro oroyas (cables para cruzar personas y acémilas) sobre 170 km de longitud. Se llaman Mendán, Tupén  y Chucen (población total, aproximadamente 1,500 personas). Allí la electricidad solo llegó en el año 2015. El cultivo predominante es la coca, que es acopiada por comerciantes que vienen regularmente con sus acémilas a esos valles poblados de cactus gigantes. En el lado de Cajamarca (provincia de Celendín) se produce un cacao de magnífica calidad. Una banda que atraviesa América del Sur de este a oeste, desde las Guayanas hasta el norte del Perú y el sur del Ecuador es la zona del origen del cacao (Theobroma cacao) y en los alrededores del Marañón se encuentran muchos cultivares diferentes. En ese tramo de un río con angostas gargantas y muchos rápidos, están los controvertidos y suspendidos proyectos hidroeléctricos Chadín 2 (650 MW), al sur de Chucen, y Veracruz (730 MW), en una zona de bosques muy poco poblada. Este último ha sido formalmente abandonado por su concesionaria, la empresa ENEL. 
El río sale del cañón en Cumba al amplio valle del río Chamaya cubierto de cultivos de arroz que también favorecen la proliferación de mosquitos. Allí hay otro puente, en Corral Quemado, el de la carretera de Paita y Chiclayo a Tarapoto y al puerto de Yurimaguas, sobre el río Huallaga. Modernizada e íntegramente asfaltada sobre una longitud de 955 km ha sido bautizada Interoceánica Norte (IIRSA Norte), ya que es uno de los eslabones del sistema de transporte carretera-fluvial que une el puerto de Paita, en el Océano Pacífico, con el puerto de Belém do Pará en el Océano Atlántico. Fue construida por la compañía brasileña Odebrecht y es parte de un enorme escándalo de corrupción en el cual habrían estado involucrados cuatro expresidentes peruanos: Alejandro Toledo, Ollanta Humala, Pedro Pablo Kuczynski y Alan García. Este último se suicidó. 
A partir de aquí el río es mucho más ancho y ambas riberas están pobladas. En las tardes puede haber vientos muy violentos sobre el río, venidos del norte. Hay dos ciudades medianas cerca. En el lado oeste está Jaén, que fue fundada por los españoles en 1549. Tiene 106,000 habitantes y un puerto ribereño, Bellavista, el que, desde el siglo XVII fue usado por los misioneros jesuitas venidos de Quito que pretendían evangelizar las tribus selváticas del Marañón. En el lado este está Bagua Grande, una ciudad comercial de 85,000 habitantes. Pocos km más al norte recibe dos grandes ríos: el Utcubamba por su margen derecha y el Chinchipe por su margen izquierda. En esa confluencia el río se abre en una gran laguna poblada por miles de aves acuáticas. 
Aquí el Marañón comienza a atravesar el ramal oriental de la Cordillera de los Andes. Es el inicio de la región de los pongos (del quechua punku, puerta). Estos son estrechamientos del cauce del río que forman violentos rápidos. El primer pongo es el de Rentema, cuyas riberas están cubiertas de fósiles de fauna marina del Cretácico. En una de las laderas del pongo, en el Cerro Fidillas, se han encontrado los restos de un titanosaurio de hace 68 millones de años, es el dinosaurio más grande que se ha encontrado en el Perú hasta ahora. Al pie del cerro hay aguas termales. A la salida del pongo, en una quebrada, sobre su margen derecha, está la pequeña central hidroeléctrica de El Muyo (5.4 MW). Este es el comienzo de la selva amazónica y del territorio de la etnia awajún, con la comunidad nativa de Tutumberos. Se requiere una autorización de ellos para transitar por el río. Justo al norte, en la cota de 350 m s. n. m., se han hecho estudios para el proyecto hidroeléctrico Lorena (300 MW). De realizarse una parte de Tutumberos sería inundada. Al norte de Tutumberos están los pongos de Numpatkaim, Suspiro, Yamakaintsa, Shaime y Lorocache, que pueden ser peligrosos para un bote en época de crecidas.
En todo este recorrido de su curso alto y medio el Marañón forma el principal valle interandino del norte del Perú, entre las Cadenas Occidental y Oriental de los Andes.   
Más al norte están Yupicusa, el pueblo awajún más grande de este tramo, la desembocadura del gran río Chiriaco e Imacita, un pequeño puerto comercial donde el río ya es navegable por lanchas de pasajeros que pueden llegar hasta Iquitos. Imacita fue originalmente un centro de servicios de un programa de colonización militar de la frontera con el Ecuador que fue abandonado. El río se hace más profundo, adquiere más caudal y comienza a virar hacia el este en los pongos de Cumbinama, Escurrebragas (que ya aparece en mapas del siglo XVIII) y Huaracayo.  
Recibe por su margen izquierda el río Comaina que viene de la Cordillera del Cóndor, límite con Ecuador, y llega a Santa María de Nieva (21,000 habitantes). Santa María de Nieva fue fundada en 1555 por Jerónimo de Loyola, quien le puso ese nombre en honor del enntoces virrey Conde de Nieva. Su temperatura media anual es 26 °C. Santa María de Nieva es una subsede importante del Vicariato Apostólico San Francisco Javier,  encomendado a los jesuitas. El Vicariato tiene una red de agentes en los inmensos territorios selváticos al norte del río Marañón y por lo tanto es una excelente fuente de información sobre esta zona donde el Estado está muy poco representado, básicamente solo por pequeñas guarniciones militares cerca de la frontera con Ecuador. Una persona que desee visitar esos territorios requiere una autorización previa de las poblaciones indígenas. En este tramo del río hay lavaderos de oro, con la consiguiente llegada de mineros ilegales y contaminación por mercurio, lo que ha dado lugar a enfrentamientos entre mineros e indígenas.  
Aguas abajo, el Marañón recibe por su margen izquierda el caudaloso río Santiago, un gran río amazónico que viene desde el Ecuador. En su desembocadura está el asentamiento militar Teniente Pinglo. Luego forma el último y más grande pongo , el de Manseriche de 12 km de largo. Allí el río atraviesa el último ramal de los Andes, la cordillera de Kampankis, en la que las montañas se elevan hasta  1100 m. El Marañón se reduce desde unos 250 a 400 m de ancho hasta solamente 35 m. El pongo en su parte más estrecha tiene unos 4 km de largo. Está a 212 m s. n. m. En época de lluvias, un gran y turbulento caudal se precipita allí, lo que lo hace peligroso para pequeñas embarcaciones. Durante mucho tiempo se ha especulado sobre la posible construcción de una hidroeléctrica en este lugar. Teóricamente podría tener 4,500 MW de potencia instalada pero inundaría 5,470 km², incluyendo territorio ecuatoriano, lo que la hace inviable.

## Curso final en la Selva Baja
A la salida del pongo está el pueblo semi abandonado de Borja, fundado en 1619 para ser la punta de lanza de los misioneros y conquistadores de la provincia de Maynas, venidos desde Loja y Quito. Después de la expulsión de los jesuitas del Perú por Carlos III, en 1767. Fue destruido por los huambisas (wampis) y pasó al olvido. 
Aquí el Marañón es atravesado por el oleoducto que viene desde Andoas, cerca de la frontera ecuatoriana, y que se empalmará cerca de allí, en la Estación n.º5, con el que viene del este, de Pavayacu y Trompeteros. Es el comienzo de la Región Loreto y de la gran llanura amazónica que se extiende hasta el Océano Atlántico. A partir de aquí el Marañón es un río multicanal, con grandes meandros,. y su lecho es arenoso, arcilloso y limoso. En sus riberas hay cochas y tipishcas, es decir lagunas originadas por la rotura de un meandro cuando el río se desvía lateralmente, y tahuampas o aguajales, permanente o estacionalmente inundados. Son zonas biológicamente muy ricas. En época de creciente miles de hectáreas a lo largo de su curso de inundan cuando el nivel del río aumenta varios metros. En mayo del 2020, en Nauta, estaba 8 m. más alto que en su nivel de septiembre. Millones de peces se reproducen en esas zonas inundadas y luego emigran a muchos ríos de la cuenca amazónica. El 73% de los pantanos de la Amazonía peruana se encuentran en el "complejo de humedales del Marañón".
A unos 20 km, en la margen derecha, está Saramiriza (2,000 habitantes). Es el terminal de la carretera que viene de Lima y Bagua. También sería el futuro inicio del controvertido proyecto de carretera a Iquitos. Este proyecto es opuesto por las comunidades indígenas por ser destructivo para la selva amazónica y antieconómico.
A partir de aquí el Marañón recibirá varios grandes afluentes que lo convertirán en el río que más aporta al Amazonas. Por la margen izquierda recibe el río Morona y después el Pastaza, ambos nacen en las cadenas volcánicas de los Andes ecuatorianos. Antes de la desembocadura del Pastaza está San Lorenzo, capital de la provincia Datem del Marañón (16,000 habitantes). Tiene un aeródromo y es el principal centro urbano que sirve a las etnias awajún, achuar, candoshi y kichwa del Pastaza, que viven al norte del Marañón, y shawi, shiwilu (jeberos), cocama y cocamilla al sur de él.
Continuando hacia el este recibe por su margen derecha su más grande afluente, el Huallaga, con una descarga media anual de 2,970 m³/s, medida en Chazuta, a 470 km por río de la boca en el Marañón. En el Huallaga está el puerto de Yurimaguas, terminal de la carretera IIRSA Norte, ya mencionada. Allí se embarca en lanchas de más de 2 m de calado un importante tráfico de carga y pasajeros que se dirige a Iquitos. También está Lagunas, pueblo que en los siglos XVII y XVIII fue una importante base misionera de los jesuitas. Entre la boca del Huallaga y Nauta, donde comienza el río Amazonas, los afluentes más importantes que recibe el Marañón en su margen izquierda son el Nucuray, el Urituyacu, el Chambira y el Tigre. Tiene en sus márgenes varios pequeños pueblos poblados por colonos venidos de la Sierra e indígenas cocama-cocamilla. Ellos cultivan arroz, plátano y yuca en las várzeas, terrenos de limo fértil dejado por las crecidas del río. La comunidad kukama de San Pedro fue afectada en el 2014 por un derrame de petróleo, producto de la rotura del oleoducto, con graves impactos en la salud de la población. El pueblo más importante es Santa Rita de Castilla, una parroquia de los agustinos frente a la desembocadura del río Samiria. 
En la margen derecha está la Reserva Nacional Pacaya-Samiria con más de 2 millones de hectáreas y una extraordinaria biodiversidad. Es una cuña entre los ríos Ucayali y Marañón, los que al unirse forman el Amazonas. Cerca de esa confluencia está Nauta, ciudad de 34,000 habitantes fundada en 1830 y unida por carretera a Iquitos. Es un pequeño puerto fluvial cuyas lanchas sirven a muchos pueblos y afluentes del Marañón y del Ucayali.

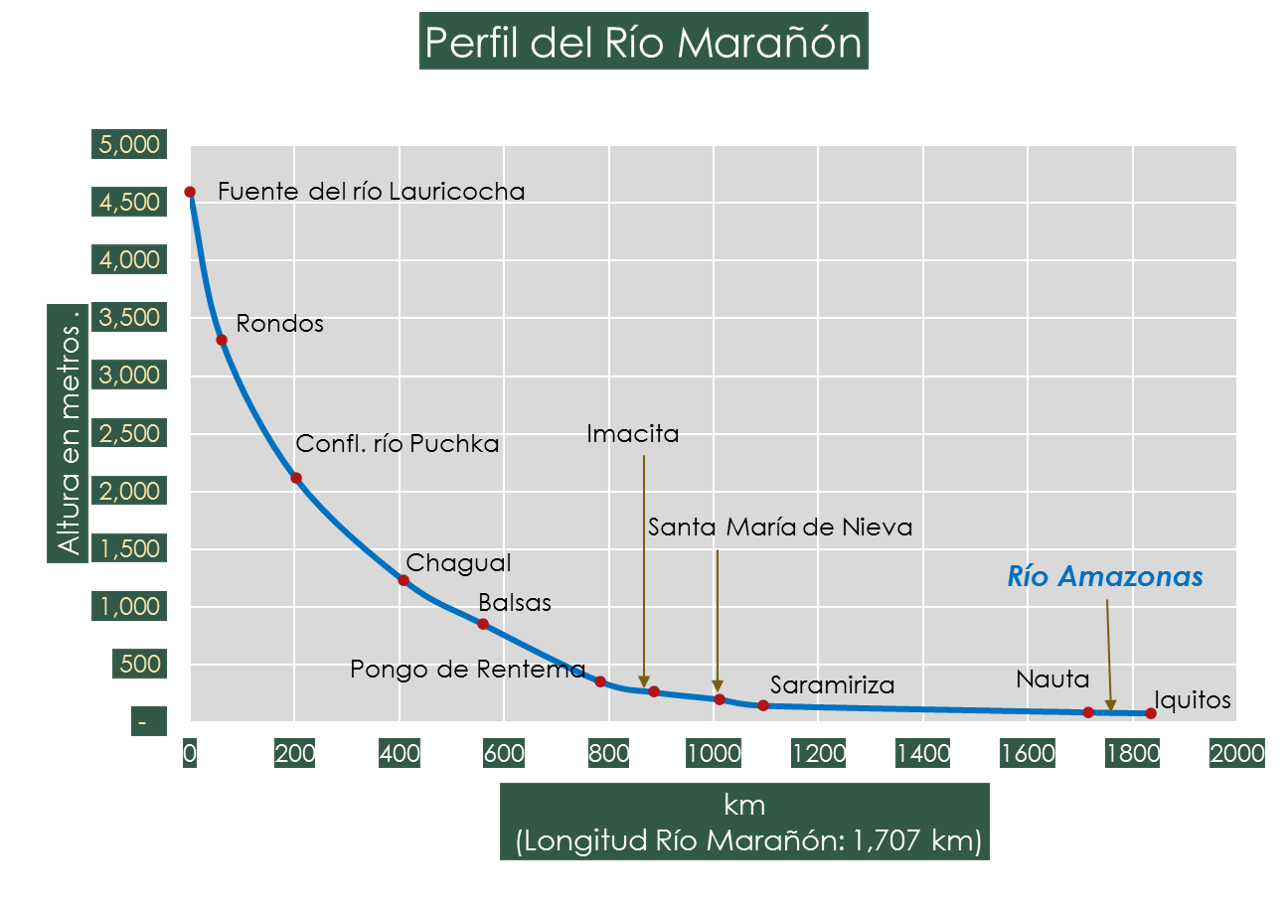
El río Marañón nace a 4600 m de altura con el nombre de río Lauricocha. Al unirse en Nauta con el río Ucayali forma el Amazonas.

## Hidrología y geomorfología
El Marañón es un río de "aguas blancas", es decir de color lechoso, debido a su carga de sedimentos originados en la cordillera de los Andes. Es un río trenzado, con muchas islas, pero también con secciones rectas. En las estaciones de medición de caudales de Borja y San Regis (a 56 km por río de la confluencia con el Ucayali, para formar el Amazonas) se han verificado los caudales, en metros cúbicos por segundo, consignados en la tabla siguiente.. Para comparación se ha agregado la estación de Requena en el río Ucayali, la que confirma que el río que más aporta al Amazonas es el Marañón: En su confluencia con el Ucayali la amplitud estacional del nivel del río puede ser de 10 a 20 m.
| Caudales (Q) | 1974-2004 |         | m³/s    |         |
| Estación     | Río       | Q medio | Q máx   | Q mín   |
|              |           | Anual   | Mensual | Mensual |
| ------------ | --------- | ------- | ------- | ------- |
| Chadín 2     | Marañón   | 507     | 1,201   | 166     |
| Borja        | Marañón   | 4,700   | 14,600  | 1,400   |
| San Regis    | Marañón   | 14,900  | 22,200  | 6,200   |
| Requena      | Ucayali   | 13,500  | 23,200  | 4,400   |

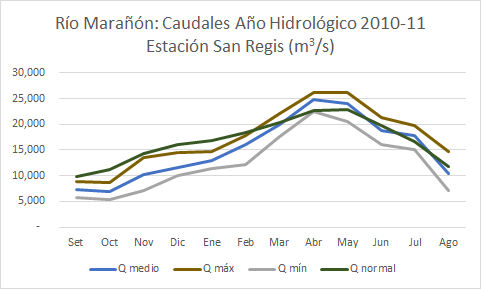

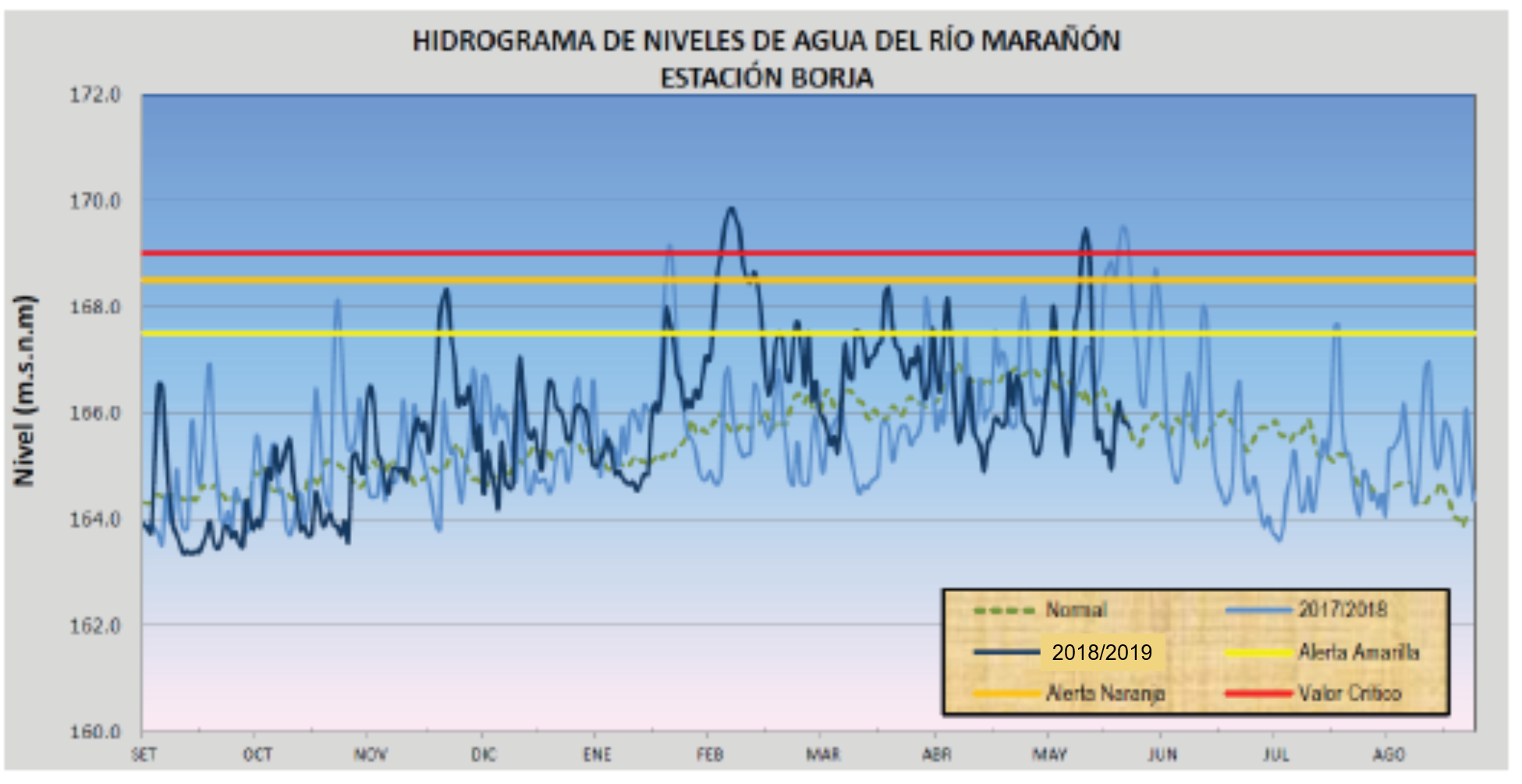
Niveles de agua del río Marañón en la Estación Borja, años 2017/2018 y 2018/2019 (Fuente: SENAMHI)

La crecida histórica del río Marañón ha sido de 32,000-33,000 m³/s. Con el exacerbamiento del calentamiento global la frecuencia de los eventos extremos: sequías, fríajes y crecidas está aumentando en la Amazonía. En julio del 2011, en San Regis, para un caudal de 18,923 m³/s se registró en la superficie una velocidad máxima de  1.65 m/s. La boca del Marañón tiene 1.7 km de ancho en su confluencia con el Ucayali.
En la boca del río Samiria, un río de "aguas negras", donde se une al Marañón, se han medido de 0.5 a 2.5 mg/litro de oxígeno disuelto y un pH entre 4.9 y 6.9.
Las variaciones de la morfología del río en su parte amazónica se pueden ver en la plataforma Ríos Danzantes. Mapas de la sinuosidad (año 2017) y de la migración de la parte amazónica del río Marañón (años 2011-2017) han sido publicados por el Centro de Investigación y Tecnología del Agua (CITA) de la Universidad de Ingeniería y Tecnología de Lima (UTEC).

## Sedimentos
El transporte de sedimentos en los ríos amazónicos se maximiza durante unos cuantos eventos de fuertes lluvias y la frecuencia de esas tormentas aumenta durante los ciclos ENSO (El Niño-La Niña). El Estudio de Impacto Ambiental del proyecto hidroeléctrico Chadín 2 calculó que unas  40.5 millones de toneladas de sedimentos al año pasarían por el lugar de la represa, si no hay otra represa aguas arriba, de los cuales un 90% sería retenido. El otro único estudio existente de sedimentos en el Marañón ha sido para caudales en los años 2000-2009, con aguas altas de noviembre a junio y máximos caudales de abril a mayo, ha dado los resultados de las tablas siguientes. En Borja las concentraciones de sedimentos en suspensión muestran valores regulares todo el año pero se incrementan hasta más de cuatro veces el promedio en las aguas altas. En San Regis los picos de sedimentos son 2 o 3 meses antes de la máxima crecida y el 45% del volumen de sedimentos es transportado entre mayo y junio. La variabilidad temporal es muy grande. La cuenca amazónica peruana exporta aproximadamente 629*106 ±36% toneladas de sedimentos en suspensión al año y un caudal de 36,000 m3/segundo. El río Ucayali exporta la mayor cantidad de sedimentos 61.2%. El Marañón 30.4% y el Napo 8.4%. Los ríos Marañón, Huallaga y Ucayali transportan 385*106 ±55% toneladas/año.
| Estación  | Mínimo | Promedio (Qm) | Máximo | Cv (σ/Qm) |
| Borja     | 26     | 962           | 4,898  | 0.8       |
| San Regis | 62     | 382           | 1,147  | 0.5       |

| Estación  | Área cuenca (km²) | Mínimo | Promedio | Máximo | Incertidumbre (%) | t/año/km² |
| --------- | ----------------- | ------ | -------- | ------ | ----------------- | --------- |
| Borja     | 114,280           | 104    | 121      | 162    | ±24               | 1,059     |
| San Regis | 361,880           | 168    | 191      | 223    | ±14               | 528       |

## Geología y suelos
El sistema fluvial del río Amazonas se ha desarrollado entre los últimos 9.4 y 9 Ma (millones de años), después de que las cordilleras venezolanas se levantaron y obligaron a las aguas, que corrían hacia el norte, hacia el mar Caribe, a fluir hacia el Océano Atlántico. La parte occidental de su sistema fluvial es el producto del levantamiento de la cordillera de los Andes. 
Los Andes comenzaron a elevarse durante el Paleógeno (66-34 Ma). Este movimiento combó la litósfera de la placa sudamericana creando la cuenca de antepaís andina, la que consistía en una serie de cuencas en gradas, cortados por segmentos de rocas más antiguas (arcos). En este paisaje geodinámico se desarrolló una inestable red fluvial. Durante el Cuaternario la evolución del paisaje fue controlada por cambios glacioeustáticos, cuyos efectos se pueden notar hasta el centro del continente. Sedimentos lacustres y fluviales provenientes de la erosión los Andes han ido rellenando esas cuencas de subsidencia. Las várzeas actuales y las numerosas lagunas asociadas son testigos de valles antiguos que los sedimentos no llenaron totalmente. La anticlinal mayor de la región, el Arco del Moa (Serra do Divisor, Acre, Brasil), es una serie de picos que, al emerger, obligaron a los ríos Ucayali, Huallaga y Marañón a correr hacia el norte. Esos ríos son ricos en sedimentos supendidos que son transportados a las tierras bajas y luego al mar. El último levantamiento en los Andes orientales del Perú fue hace 5-6 Ma. 
La orogenia de los Andes comprende por lo menos seis fases de compresión separadas. Una de ellas es la Fase Incaica, la que formó en el Eoceno la faja corrida y plegada del Marañón, de la cual son parte las cordilleras Raura y Huayhuash. El sistema Raura es un conjunto de pliegues de calizas del cretácico que han sido levantadas en una etapa posterior por la intrusión de rocas plutónicas. Las calizas que forman sus altas cumbres, generalmente anticlinales, han sufrido cierto metamorfismo de contacto por el calor de las rocas ígneas. Las rocas plutónicas están representadas, en su mayor parte, por granodioritas.
La cordillera de Huayhuash ha sido formada hace 50 a 70 millones de años. La elevación de los fondos marinos originales ha sido labrada por la glaciación y la erosión hídrica. El material consolidado que forma la cordillera es, sobre todo, rocas sedimentarias como la cuarcita, la piedra caliza y la pizarra, mientras que las bases de las montañas están formadas por granodiorita. El extremo sudoeste de la cadena es roca volcánica extrusiva reciente.
La cuenca del Marañón es una transición entre el cratón brasileño y la cordillera de los Andes. El alto valle del Marañon corre en dirección sureste a noroeste, en la cordillera Oriental, en una superficie de erosión que se desarrolló entre 3,600 y 4000 m s. n. m. y que se encuentra modificada y disectada por la erosión intensiva de los ríos rejuvenecidos por el levantamiento andino del Paleógeno y el Neógeno. El valle es una fosa tectónica cuya subsidencia relativa dio lugar a la captura de parte del drenaje preexistente, exponiendo múltiples unidades estratigráficas a partir del basamento metamórfico del Precambriano. En la zona entre Pataz y Parcoy, asociadas con el batolito, hay vetas de sulfuros que contienen oro y que han sido intensamente explotadas desde tiempos muy antiguos.
Las rocas más antiguas expuestas en los Andes peruanos están en la cordillera Oriental y son la consecuencia de un levantamiento del Arco/horst del Marañón. Tienen un ancho de hasta 75 km y se muestran sobre una gran parte de la longitud de los Andes peruanos. Son parte del Complejo Marañón que originalmente se formó como el Arco Magmático del Marañón, desde el Cámbrico hasta el Devónico, En la zona de Pataz-Parcoy sobre una longitud de 160 km está representado el margen continental de Gondwana, en los Proto Andes, que fue activo principalmente durante el Paleozoico, hace 342 -319 Ma.
En la Cordillera Oriental el Marañón  desciende a través de estrechos cañones y, después de salir de ella, al cruzar la cordillera de Campanquiz,  llega al último: el Pongo de Manseriche. La cordillera de Campanquiz habría comenzado a levantarse en el Mioceno medio. Afloramientos de las secuencias cretácicas hasta neógenas se encuentran expuestas en el Pongo de Manseriche en ambos flancos del anticlinal de Kampankis (Campanquiz).
El Marañón en su parte baja forma canales muy sinuosos que migran continuamente y tiene mucha erosión en sus bancos. Luego de su confluencia con el río Pastaza la ribera norte del Marañón está constituida por el abanico del Pastaza, formado por aluviones ricos en piroclastos provenientes de la cadena volcánica de los Andes ecuatorianos. El Abanico es un mosaico de pantanos donde dominan las palmeras, sobre todo el aguaje (Mauritia flexuosa) y diversos tipos de bosques. 
La subcuenca Marañón-Pastaza es una vasta área de agradación moderna (60,000-70,000 km²) con extensas depresiones de subsidencia y llanuras de inundación. La deposición de sedimentos en este medio fluvio-lacustre es una consecuencia del levantamiento del Arco de Iquitos. La zona interfluvial entre el Marañón y el Ucayali es la denominada Depresión Ucamara. Ambos ríos han migrado en los últimos 13,000 años, el Marañón 50 km hacia el norte y el Ucayali 75 km hacia el sureste. En ella está la Reserva Nacional Pacaya-Samiria, constituida por un mosaico de diferentes patrones de vegetación, los que son definidos por los ciclos de inundaciones estacionales. 
En la cuenca de antepaís andina los suelos de la "tierra firme" (tierras no inundables) son extremadamente variables debido a sus diferentes historias de sedimentación. La denudación de las antiguas llanuras agradadas de la Amazonía occidental y el intenso desgaste causado por lluvias y cambios de temperatura han modificado paulatinamente los suelos influenciando los patrones de distribución de la biota y creando hábitats extremadamente especializados. La geoquímica de los sedimentos que transportan los ríos y que se depositan en sus áreas de inundación llevan la huella de sus orígenes y de sus rocas madres. Sus gránulos pueden contar su historia.

## Oro y petróleo
En la zona metalogénica de Pataz, Parcoy y Buldibuyo están algunas de las minas de oro más antiguas y productivas del Perú. En el 2019 las minas Poderosa, Retamas, Horizonte y Caravelí-La Estrella produjeron 20,072 kg de oro fino, es decir 17% de la producción oficial total del Perú ,117 toneladas. En realidad, debido a la minería ilegal, no contabilizada, la producción del país es mucho mayor. Desafortunadamente la riqueza extraída durante más de un siglo de explotación minera no se refleja en el nivel de vida de la población que sufre de pobreza y deficientes servicios de educación, salud y comunicaciones. 
Entre la confluencia con el Cenepa y el río Santiago también hay lavaderos, buscando el oro aluvial que viene de la cordillera del Cóndor. Es una fuente de conflicto con las comunidades nativas awajún, perjudicadas por la contaminación del agua con mercurio, aunque algunos comuneros son favorables a su explotación a causa del ingreso monetario que significa. Varias docenas de dragas ilegales operan en las cuencas del Cenepa y del Santiago. Conteos parciales indicaron unas 80 en la cuenca del Cenepa (julio de 2023) y 30 en la cuenca del Santiago (febrero de 2023). En esas zonas la presencia del Estado es muy débil y la de la policía prácticamente inexistente.
En 2022 el Perú produjo 40,616 barriles por día de petróleo (bpd), una pequeña cantidad, comparada con una demanda nacional de 250,000 bpd. De ellos, el 58.4% provino de la cuenca de Talara y el 39.1% de la del Marañón.
La cuenca sedimentaria del Marañón es una zona petrolera con reservas probadas de 254.1 millones de barriles de petróleo (MMSTB) y probadas y probables de 431.7 MMSTB. Consiste en un sistema con  roca madre cretácica, conocida como Formación Chonta, y otro sistema petrolero con roca madre Jurásica, conocida como Formación Pucará. Los principales campos productivos se localizan en el sector norte de la cuenca en el límite con Ecuador. Pero múltiples anticlinales que han sido investigados con varios sondeos han dado pozos secos.
En el 2021 las concesiones petroleras para explotación, en la cuenca del Marañón, sumaban 1,125,000 hectáreas, con seis compañías, todas extranjeras, con contratos vigentes de explotación, con plazos que van hasta 40 años. Entre ellas, el Lote 192 contiene las reservas de petróleo identificadas más grandes del país. El petróleo extraído es mayormente un petróleo pesado (°API 18, aproximadamente). La compañía PlusPetrol Norte decidió abandonar su concesión en diciembre del 2020, pero se negó a  restaurar los sitios afectados por los múltiples derrames de petróleo, consecuencia de sus trabajos y de los de las compañías que la precedieron, alegando que su contrato no la obliga a ello. Según el Estado peruano sí está obligada a hacerlo. En la Amazonía peruana hay más 1,500 sitios contaminados por la actividad petrolera.
A lo largo del río Marañón, desde San José de Saramuro hasta El Milagro (Bagua), corre el Oleoducto Norperuano que colecta el petróleo del norte de la Amazonía y lo lleva a Bayóvar, un puerto en el Océano Pacífico. El oleoducto es administrado por la compañía estatal Petroperú y es una fuente de considerables pérdidas para ella. Primero, porque está subutilizado y, segundo, a causa de los costos de remediación de los múltiples derrames.
Tiene dos ramales, el Norte de 16" y el Tramo 1 (Este-Oeste) de 24" que se unen en la Estación de Bombeo 5 en Sarameriza, teatro de frecuentes conflictos con los indígenas, causados por los muchos derrames, causados por la falta de mantenimiento y, a menudo, dolosamente, por los mismos indígenas, ya que las múltiples reparaciones del oleoducto pueden ser una fuente de trabajo para ellos. Sin embargo, las comunidades indígenas dependen de aguas y de una selva limpias para poder sobrevivir. 
Altos niveles de plomo se han detectado en la sangre de los indígenas achuar, kichwa y kukama viviendo en las zonas alrededor de los bloques petroleros 8 y 192, situados en las cuencas de los ríos Marañón, Tigre, Corrientes y Pastaza. El plomo causa daños neurológicos permanentes y afecta el crecimiento de los niños. Los suelos de esas zonas están contaminados con plomo, bario, cadmio, cromo hexavalente, hidrocarburos petrogénicos y otros. El plomo ha ingresado en los organismos a través de la alimentación con pescados y carne de monte.

## Ecosistemas
Desde sus fuentes en las cordilleras de Raura y de Huayhuash hasta su confluencia con el Ucayali, la cuenca del Marañón atraviesa 16 grandes categorías de ecosistemas, tal como las define el Ministerio del Ambiente del Perú. Al norte del Marañón, en un gran triángulo limitado al oeste por la Cordillera del Cóndor, al sur por una línea que atraviesa por la mitad el Abanico del Pastaza y la Depresión de Ucamara llegando hasta la confluencia del Amazonas con el Yavarí y al norte por una línea que contiene toda la cuenca del Putumayo estaría uno de los refugios forestales del fin del Pleistoceno y del post Pleistoceno, épocas de grandes períodos secos, en el que se refugiaron plantas que luego colonizarían gran parte de la cuenca amazónica.

### Zona andina
- Zonas periglaciares y glaciares: Por encima de los 4,500m. Suelos crioturbados y descubiertos. Vegetación baja y dispersa con líquenes, musgos, yaretas, escasas gramíneas, asteráceas, y plantas almohadilladas. Los glaciares incluyen masas de hielo y detritos rocosos. El calentamiento global está rápidamente causando su desaparición.
- Pajonal de puna húmeda: Pastizal altoandino o ichu con vegetación herbácea. En general dominado por especies robustas de gramíneas de crecimiento amacollado y a menudo hojas duras o pungentes, con un estrato herbáceo inferior notablemente diverso en el que son comunes biotipos de gramíneas bajas cespitosas y amacolladas así como diversas forbias, principalmente hemicriptofitos rosulados y rizomatosos, caméfitos sub-fruticosos y algunos geófitos. Están muy afectados por el pastoreo.[50]
- Bofedales: Ecosistema hidromórfico con vegetación herbácea hidrófila siempre verde, de porte almohadillado o en cojín, de 0.1 a 0.5m, sobre suelos permanentemente inundados o saturados de agua corriente. Los suelos orgánicos pueden ser profundos (turba).
- Bosque relicto alto andino: Dominado por asociaciones de queñua (Poylepis spp.) con árboles de hasta 2m. Distribuido en parches en laderas rocosas y quebradas.
- Jalca: Ecosistema con vegetación herbácea y arbustiva húmeda, con características climáticas intermedias entre le puna húmeda y el páramo (más húmeda que la puna y no tan lluviosa ni tan cubierta de nubes como el páramo). Presenta herbazales de 1 a 1.5m entremezclados con arbustos de 1 a 3m. Comparte especies botánicas con la puna y el páramo pero también tiene endemismos de los géneros Agrostis, Poa, Festuca, Arcytophyllum y otros.
- Matorral arbustivo andino: Tiene un rango altitudinal entre 1000 y 3800 m s. n. m. La vegetación es leñosa y arbustiva de composición y estructura variable y cuya altura no supera los 4m. En el matorral de puna seca hay extensas áreas de tola (Parastrephia quadrangularis), de Baccharis spp. y otras. La vegetación típica entre los 2000 y 3500 m s. n. m. comprende el Lupinus balianus (chocho), Diplostephyum sp., Dunalia espinosa, Hesperomeles sp. (manzanita) y arbolillos como el Oreopanax sp., Miconia sp. y Vallea stipularis. En el matorral de piso inferior, según la aridez del clima, las comunidades arbustivas pierden su follaje durante la estación seca. Especies comunes son Jatropha sp. (huanarpo), Ortopterigium huasango (huancoy), Carica candicans (mito), Fourcroya andina (magüey), etc. Hay suculentas de porte arborescente como Echinopsis pachanoi (San Pedro), Armatocereus sp. En el rango 2500 a 3800 m s. n. m. para condiciones subhúmedas las comunidades arbustivas son de tipo caducifolio y perennifolio con bastante diversidad florística. Entre las especies más frecuentes hay la Dodonaea viscosa (chamana), Kageneckia lanceolata (lloque), Tecoma sambucifolia (huaranhuay), Spartium junceum (retama), etc. Otras especies frecuentes son la cactácea Opuntia subulata (anjokishka) y especies arbóreas dispersa y de porte bajo como Acacia macracantha (faique), Schinus molle (molle) y Caesalpinea spinosa (tara).[51]
- Bosque estacionalmente seco interandino: Su altitud va desde 500 hasta 2500 m s. n. m. aproximadamente. Dominado por comunidades arbóreas caducas, incluyendo en el estrato inferior especies herbáceas estacionales. Las cactáceas de porte arbóreo son notorias, abundantes y mayormente endémicas. La fisonomía dominante es la de un bosque abierto, sobre laderas y en el fondo del valle, con individuos de hasta 7 y 8 m.

### Zona yunga
- Bosque altimontano pluvial de yunga: Ecosistema forestal ubicado en las vertientes orientales de los Andes, entre 2500 y 3600 m s. n. m., con fisiografía muy accidentada. Bosque con dosel cerrado con hasta tres estratos. Dosel hasta 15m con algunos árboles emergentes de 20m. Alta riqueza florística y abundantes epifitas. El límite con el pajonal de puna se encuentra un bosque enano de hasta 2 a 3m de altura, formado por Ericáceas, Solanáceas, Asteráceas, Polemionáceas, Rosáceas, entre otras.
- Bosque montano de yunga: En las vertientes orientales de los Andes, entre 1500 y 2500 m s. n. m., con fuertes pendientes. Bosque de dosel cerrado de 18 a 25 m de alto, con algunos árboles emergentes de 30 m y gran riqueza florística. Según la orientación de la pendiente puede estar constantemente cubierto de neblina. Presencia de abundantes epifitas, bromeliáceas y orquidiáceas. Presencia de helechos arborescentes de hasta 10 m de altura y diámetros hasta 20 cm, principalmente del género Cyathea.
- Bosque basimontano de yunga: Ecosistema no nublado, entre 300 y 1,500m. Dosel cerrado hasta 25m de altura, con algunos árboles emergentes de hasta 35m de altura. Composición florística de transición entre la Amazonía baja y la yunga con presencia de epifitas.

### Zona selva tropical
- Bosque de colina alta: Ecosistema amazónico, entre 90 y 300 m s. n. m. en terrenos no inundables. y con pendientes que van de moderada a muy empinada. Cuando son deforestados las lluvias originan una fuerte erosión. Pueden ser fuertemente disectados. Tienen un denso sotobosque y la vegetación puede presentar 3 y 4 estratos, con cúpulas de hasta 25 m de altura y árboles emergentes de hasta 35 m, con árboles de menor altura en las partes altas de las colinas.
- Bosque de colina baja: Denso sotobosque, cúpulas arbóreas de hasta 25 a 30m e individuos emergentes de hasta 35 m y más de altura.
- Bosque de terraza no inundable: Ecosistema de tierra firme (no inundable por las crecientes). Topografía plana y con ondulaciones de hasta 20vm de altura. Incluye terrazas antiguas en proceso de erosión, circundadas muchas veces por bosques de colinas bajas. Densa vegetación con árboles hasta 25 m de alto e individuos emergentes de más de 30 m de altura. Las palmeras son comunes. El drenaje del terreno es de bueno a regular.
- Bosque aluvial inundable: En tierras planas, se inunda con las crecientes, las que, normalmente varían entre 5 y 8 m de altura. Las inundaciones son estacionales pero algunas zonas están permanentemente inundadas. El sotobosque es ralo y abierto y el bosque puede presentar 3 o 4 estratos con un dosel  de hasta 20 a 25 m de alto y árboles emergentes de hasta 30 m de altura. Abarca grupos heterogéneos de vegetación ribereña y pantanos boscosos que dependen de la dinámica del río. Árboles característicos son  ceticos (Cecropiaceae), renacos (Ficus citrufolia), pungas coloradas (Pseudobombax munguba) , capironas (Calycophyllum spruceanum) y bolainas (Guazuma crinita).
- Pantano de palmeras: Existen en llanuras aluviales y pueden estar permanentemente o temporalmente inundados. Tiene suelos orgánicos profundos, con estratos de turba de hasta 1 metro. Tiene palmerales densos de aguajes (Mauritia flexuosa), palmito o chonta (Euterpe precatoria), aguajillo (Mauritiella aculeata) y otras palmeras de hasta 25 y 30m de alto. Especies acompañantes son Caraipa punctulata, Marila laxiflora, Ficus spp. y Cecropia.
- Pantano herbáceo arbustivo: Ecosistema hidromórfico dominado por gramíneas y ciperáceas, sujeto a inundaciones estacionales. Suelos orgánicos más o menos profundos con turberas, Herbazales de 1.5 a 2 m, con algunos arbustos emergentes de hasta 5 m.

## El ecosistema bosques tropicales estacionalmente secos
En el valle del Marañón, en la zona Yunga, desde los 9°30'S hasta la confluencia con el río Chamaya, se encuentra un ecosistema de bosques tropicales estacionalmente secos que es único en el Perú. Es la cuenca más rica en especies leñosas y endemismos entre todas las cuencas del Perú donde se encuentra este tipo de ecosistema. En él se encuentran bosques de tipo mixto (matorral espinoso y sabanero), mixto con predominancia de cactáceas y bosque de galería ribereño. En ellos crecen plantas de los géneros Acacia, Espostoa, Croton, Capparis Cnidosculus y Jatropha. Hay especies de flora como la Parkinsonia peruviana (palo verde), Cedrela kuelapensis (cedro), Clusia sp. (cucharilla) y Caesalpinia celendiniana.
Sin lugar a dudas el valle del Marañón es una de las más importantes áreas de endemismo del Perú, con 12 especies exclusivas de la región y otras 10 especies compartidas.
Prácticamente no existen estudios sobre su biodiversidad, pero el equipo que ejecutó el Estudio de Impacto Ambiental del proyecto hidroeléctrico Chadín 2 (EIA) tomó varias muestras y estudió una serie de parcelas que indican su riqueza. Se encontraron 17 especies botánicas endémicas y 20 especies en alguna o varias categorías de amenaza, según los criterios establecidos por la CITES y el gobierno peruano. 
Desde el punto de vista ornitológico el EIA encontró 79 especies distribuidas en 29 familias y 13 órdenes. Entre ellas hay 27 especies que se encuentran en alguna categoría de amenaza. Se encontraron 7 especies de aves endémicas, indicadoras de la calidad ambiental ya que su existencia está ligada a la de biotopos bien precisos. Especies endémicas únicas en el mundo son el pinzón inca de hombros pardos (Incaspiza laeta), el periquito del Marañón (Forpus xanthops) y el colibrí Taphrolesbia griseiventris. El único estudio ornitológico del valle del Marañón es un estudio del corredor de conservación de aves Marañón-Alto Mayo.
En materia de insectos no se encontró ninguna especie incluida en alguna categoría de protección, pero sí especies endémicas de avispas y mariposas. En reptiles y anfibios se registró una cantidad importante de especies endémicas, pero pocas incluidas en categorías de protección. 
El EIA identificó 27 especies de mamíferos en la zona, incluyendo la posibilidad de que exista fauna mayor como el oso de anteojos (Tremarctos ornatus) y el puma (Puma concolor). La existencia de la nutria de río (Lontra longicaudis) está confirmada. Entre ellas hay 8 especies categorizadas como en algún estado de amenaza (incluyendo a las tres antes mencionadas) y una endémica: el ratón de los arrozales de Osgood (Eremoryzomys polius), 
En los puestos de salud a lo largo del río nos han mencionado que se dan mordeduras esporádicas de serpientes venenosas, aparentemente del género Bothrops (jergón). Reptiles identificados son la serpiente ciega Anomalepis aspinosus, la culebra Dipsas latifasciata, la boa enana Tropidophis taczanowskyi, el gecko Phyllodactylus interandinus y la lagartija Tropidurus stolzmanni.
En la Región Amazonas, en los distritos de Balsas, Cocabamba, Ocumal, Pisuquia y Providencia se ha creado un Área de Conservación Regional de Bosques Tropicales Estacionalmente Secos del Marañón de 13,900 hectáreas. Censos biológicos han determinado que en esta ACR hay:  
- Plantas, 168 especies, entre las cuales las endémicas cedro del Marañón (Cedrela kuelapensis), la cucharilla (Clusia rigida), el pishcol (Browningia pilleifera) y la uña de gato (Mimosa pectinatipinna). También se encuentra la Allamanda weberbaueri, cuyas flores amarillas son muy populares en los jardines del Perú..
- Aves, 165 especies, entre ellas las 7 endémicas mencionadas en el EIA de Chadín 2.
- Anfibios, 7 especies, entre ellas la rana Hyloxalus insulatus.
- Reptiles, 13 especies, entre ellas el falso camaleón peruano (Polychrus peruvianus) y la lagartija del Marañón (Microlophus stolzmannii).
- Mamíferos, 34 especies, entre las cuales está el mono nocturno andino (Aotus miconax) y las mencionadas en el EIA de Chadín 2.
En Celendín, Cajamarca, se ha propuesto la constitución del Área de Conservación Regional de Huacaybamba, pero no sabemos cuánto ha avanzado puesto que se enfrentaba a la oposición de los habitantes del lugar..

## El Abanico del Pastaza
El Área Prioritaria para Conservación del Abanico del Pastaza y de los Varillales del Bajo Morona está limitada en su parte sur por el río Marañón, por la divisoria de aguas entre los ríos Santiago y Morona, al oeste, y por la boca del río Pacayacu al este.
El Abanico es uno de los abanicos aluviales tropicales más grandes del mundo y es un complejo de humedales de 38,000 km². Está formado por aluviones procedentes de los volcanes de los Andes ecuatorianos, los cuales han creado "tierras negras" y es un mosaico de ecosistemas con vastos aguajales, diferentes tipos de vegetación pantanosa, bosques y palmares, conteniendo casi todos los tipos de humedales que se encuentran en los biomas de la Amazonía. Tales planicies de inundación son lugares de reproducción de grandes poblaciones de peces y esenciales para mantener la productividad ictiológica de las cuencas del Pastaza y Marañón. Su diversidad ictiológica es muy superior a la de la Reserva Natural del Pacaya-Samiria.
Los campos de turba del Abanico cubren alrededor de 35,600 km² (es decir, una vez y media la extensión de Israel) y contienen 3,140 millones de toneladas de carbono. Este valor es incierto y depende de las variaciones en el espesor y la densidad de los depósitos de turba. Se ha encontrado un ecosistema muy particular con árboles delgados (10 a 25 cm DAP, diámetro a la altura del pecho) adaptados a la turba, en el que la densidad de carbono es la más alta de toda la Amazonía: 1,391 ± 710 t/ha.

## Flora y fauna acuáticas y pesca
Los estudios ictiológicos de la Región Amazonas (tramo de los pongos hasta el pongo de Manseriche) indican la presencia de156 especies de peces distribuidos en 88 géneros y 22 familias, con 50 especies para la subcuenca del Marañón y 70 para el río Santiago. Se han encontrado más de 30 especies de consumo humano en ambientes lóticos (aguas fluviales)  entre ellas la gamitana (Colossoma macropomum), el paco (Piaractus brachipomus) y el yahuarachi o llambina (Potamorhina altamazonica). En ambientes lénticos (aguas estancadas), con aguas negras, se ha encontrado Satanoperca sp., Aequidens sp., Cichlasoma sp. (bujurquis) y muchos otros.
La gran mayoría de las especies no son de consumo humano pero tienen un importante papel en la cadena trófica y muchas intervienen en la dispersión de semillas de los árboles de las zonas ribereñas e inundables. Pueden ser capaces de permanecer aisladas en lagunas interiores y hasta mantener una vida latente, enterradas en forma de huevos resistentes, como los peces de la familia Rivulidae. Peces comercializados como ornamentales viven en quebradas y lagunas.
La gamitana, el paco, el boquichico (Prochilodus nigricans) y el sábalo (Brycon sp.) son especies migratorias que pasan parte de su vida en áreas inundables. Las grandes migraciones estacionales de peces se llaman mijanos.
El EIA del proyecto hidroeléctrico Chadín 2 (a 800 m s. n. m.) identificó algunas especies en tres comunidades acuáticas: el perifiton, el bentos y los peces. En el perifiton se encontraron 133 especies de microalgas, la comunidad biológica de mayor riqueza. En el bentos se registraron dos filos: artrópodos y anélidos, con 40 especies diferentes: efemerópteros, plecópteros y tricópteros, que son indicadores de agua de buena calidad. El EIA también encontró 21 especies de peces que correspondían a tres órdenes. 7 familias y 15 géneros, incluyendo una nueva especie: Cordylancystrus sp.de la familia Loricariidae (carachamas).
Los pescadores de la zona han señalado la presencia de grandes bagres migradores de la familia Pimelodidae, a la que pertenece el zúngaro (Zungaro zungaro), los que subirían el río para reproducirse, y de otras especies de consumo humano como el boquichico y el sábalo. En el río Utcubamba estas dos últimas especies suben hasta los 1900 m s. n. m. Se desconocen tanto los patrones de migración como las áreas de desove de estas especies. También pescan  el life (Trichomycterus sp.) y el shagame (Hyposterus sp.).
Las estadísticas de pesca en el Marañón no parecen muy fiables, pero las cifras siguientes han sido reportadas por la Dirección de la Producción de Loreto:
| Cuenca del río Marañón    | 2015 | 2016 | 2017 | TOTAL |
| ------------------------- | ---- | ---- | ---- | ----- |
| Toneladas                 | 2732 | 1680 | 1505 | 5918  |
| Valor (millones de soles) | 6.2  | 4.6  | 4.7  | 15.4  |
| Valor (millones US$)      | 1.8  | 1.4  | 1.4  | 4.6   |
| Valor unitario (S/./kg)   | 2.26 | 2.72 | 3.10 |       |

Para el año 2019 el Ministerio de la Producción reportó el desembarque de 510 toneladas en Nauta.
En un tramo de aproximadamente 150 km, entre Santa María de Nieva y Saramiriza, se consume en promedio desde 80 gramos por persona por día en época de lluvias hasta 500 g/d en época seca. Se han identificado 214 zonas de pesca en el tramo del Marañón entre el pongo de Manseriche y su confluencia con el Ucayali. El boquichico corresponde al 45% del consumo.
La deforestación y la sobrepesca (bloqueo de las quebradas con múltiples redes) tiene un impacto negativo en las poblaciones de peces. También es común la pesca con sustancias tóxicas, como el barbasco (raíces de Lonchocarpus urucu) y la huaca-huaca (hojas de Clibadium asperum) y también con pesticidas (aldrin), con impacto sobre la salud de los consumidores.

## La coca
En el año 2022 en los distritos a lo largo del río Marañó habían 2,456 hectáreas plantadas de coca, un 10% más que en 2021,de las cuales 1,560 por encima de los 800 m de altura, en los departamentos de Amazonas, Cajamarca y La Libertad, y 896 hectáreas en la zona de Santa María de Nieva, donde también había dos pistas de aterrizaje clandestinas.Esto representaba sólo 2.4% del total plantado en el Perú (95,008 hectáreas).

## Población a lo largo del Marañón
En el 2020 según el Instituto Nacional de Estadística e Informática del Perú (INEI) la población de los distritos que bordean el río Marañón es de 668,568 personas y su distribución está en la tabla siguiente. Las alturas son las de las riberas del Marañón.
| De                        | hasta (incluido)     | Altura (m s. n. m.) | Altura (m s. n. m.) | Diferencia (m) | Población | %   | Principales pueblos en la margen del río            |
| ------------------------- | -------------------- | ------------------- | ------------------- | -------------- | --------- | --- | --------------------------------------------------- |
| Fuente del río Lauricocha | Llata                | 4,600               | 2,842               | 1,758          | 89,541    | 13  | Tingo Chico (Huánuco) 400 habitantes                |
| Llata                     | Chagual              | 2,842               | 1,232               | 1,610          | 140,425   | 21  | Chagual (La Libertad) 900 hab.                      |
| Chagual                   | Pongo de Rentema     | 1,232               | 422                 | 810            | 151,110   | 23  | Balsas (Amazonas) 1,180 hab.                        |
| Pongo de Rentema          | Santa María de Nieva | 422                 | 201                 | 221            | 145,694   | 22  | Santa María de Nieva (Amazonas) 20,847 hab.         |
| Santa María de Nieva      | Nauta                | 201                 | 89                  | 112            | 141,798   | 21  | San Lorenzo 15,950 hab., Nauta (Loreto) 33,520 hab. |
| TOTAL                     |                      |                     |                     |                | 668,568   | 100 |                                                     |

En las partes andinas del río, es decir, hasta el Pongo de Rentema, allí donde el río no es navegable, la población vive lejos del río, a menudo a cientos de metros por encima del nivel de la corriente. A partir de Bellavista /Jaén) el río es navegable por pequeñas lanchas y comienza la zona de los pongos. Sólo a partir de Imacita el río es navegable por lanchas más grandes. En el llano amazónico, a partir de Sarameriza el río es navegable por lanchas de 1.80 m de calado y a partir de la confluencia con el Huallaga, que da acceso a Yurimaguas, hay un tráfico fluvial diario bastante intenso. Por lo tanto, en esta zona, hasta Nauta, han aparecido muchos nuevos poblados con una creciente población de colonos provenientes de regiones como Cajamarca, San Martín y Piura.
La población en las zonas altas andinas está disminuyendo debido a la emigración, hacia la Costa y Lima, y en la llanura amazónica está aumentando con migrantes provenientes de la Sierra y la Costa. Por ejemplo, la población de Santa María de Nieva se duplicó entre 1993 y el 2020.

## Pueblos indígenas y lenguas
En la parte alta del Marañón, en las regiones Áncash y Huánuco, además del castellano, se habla el quechua en la variedad dialectal quechua de Conchucos (provincias de Marañón y Huamalíes en Huánuco, y en Áncash en las provincias Antonio Raimondi, Fitzcarrald, Luzuriaga, Pomabamba y Sihuas). La variedad dialectal Alto Pativilca-Alto Marañón-Alto Huallaga se habla en Bolognesi (Áncash) y en Dos de Mayo (Huánuco).
Más al norte, el único lugar de la región La Libertad donde se habla quechua es la localidad de Macania (150 familias) en el distrito de Urpay, provincia de Pataz. En la región Amazonas, en las provincias de Luya y Chachapoyas, quedan remanentes de quechua chachapoyano, en franco retroceso. El quechua, originalmente llamado por los cronistas españoles lengua general del Ynga, llegó allí con la conquista inca a fines del siglo XV, y reemplazó paulatinamente las lenguas originales, el sácata y el chacha, hoy desaparecidas.
Cuando el Marañón llega a la zona de El Muyo entra en la región donde predomina la etnia awajún. 
Los awajún (también llamados aguarunas) pertenecen a la familia lingüística jíbaro a  las que también pertenecen, en territorio peruano, los achuar y los wampis. Su población está evaluada en 45,000 personas esparcidas sobre un área de 30,000 km² a lo largo del río Marañón  y sus afluentes Chiriaco, Cenepa, Nieva y Santiago, en las regiones Amazonas y Cajamarca También han emigrado hacia Loreto (Medio Marañón y río Yanapaga) y San Martín (Alto Mayo).
Sus territorios están titulados, es decir legalmente protegidos por la legislación peruana. En la práctica, frente a la agresividad de las compañías petroleras y mineras y de los colonos andinos, y de la indiferencia del Estado peruano, esta protección puede ser teórica. Originalmente los asentamientos awajún eran similares a los de la cultura jíbaro, es decir grandes casas aisladas de familias extendidas, viviendo alrededor de un "hombre fuerte" o jefe tradicional. A partir de 1968 los misioneros evangélicos del Instituto Lingüístico de Verano comenzaron a agruparlos alrededor de sus escuelas e iglesias. Los misioneros católicos hicieron lo mismo y ahora, que ya no hay misioneros, esas nuevas poblaciones nativas tienen una cierta organización: casa comunal, casa del Apu, bazar, centro de reuniones, etc. Los awajún fueron despojados de una parte de su territorio, a lo largo del Marañón, por la colonización preconizada por el gobierno de Fernando Belaúnde Terry (1963-1968). El gobierno del general Juan Velasco Alvarado (1968-1975) les reconoció, como a otros pueblos indígenas, el derecho a la propiedad de sus tierras.
En la confluencia con el río Santiago hay comunidades wampis (o huambisas) cuyo territorio se prolonga hacia el norte hasta la frontera con Ecuador. En 1977 se creó el Consejo Aguaruna y Huambisa para representar a las poblaciones de los ríos Cenepa, Nieva, Marañón y Santiago. Poco a poco esta organización se fue imponiendo como la única interlocutora válida en los asuntos que interesaban a dichos grupos étnicos. En noviembre del 2015 representantes de 85 comunidades declararon a los wampis una sola nación (la Nación Wampis) y firmaron un estatuto constitucional definiendo sus órganos de gobierno y los límites de su territorio de 1.3 millones de hectáreas. Han sido el primer pueblo indígena peruano en celebrar este acto de soberanía, compartida con el estado peruano, aunque no es oficialmente reconocida por este. 
Más abajo, a lo largo del río Cahuapanas, que desemboca en el Marañón, hay comunidades shawi (o chayahuita) de la familia lingüística cahuapanas. Los shawi han tenido contacto con los españoles desde 1647 y en consecuencia han padecido largamente abusos, epidemias y correrías. Ya en la época de la república en su región se establecieron fundos agro-extractivos con patrones criollos que los utilizaban como mano de obra semi cautiva con el método del "enganche" (deuda permanente al patrón).
En la desembocadura del río Pastaza hay comunidades kichwa del Pastaza, su lengua, llamada inga, pertenece a la gran familia de lenguas quechua. Originalmente provienen de muchos grupos étnicos desplazados y agrupados por los misioneros jesuitas que utilizaron el quechua para evangelizarlos en los siglos XVII y XVIII. Durante la época del caucho fueron esclavizados para colectar el jebe y grupos fueron transportados como mano de obra a las cuencas de los ríos Tigre y Ucayali.
A partir de la confluencia con el río Huallaga y todo a lo largo del Marañón, hasta Nauta, incluyendo la Reserva Natural Pacaya Samiria, hay comunidades kukama kukamiria o  cocama cocamilla, de la familia lingüística tupí-guaraní. La lengua kukama tiene muchas similitudes con la lengua omagua, la que, en el siglo XVII, se hablaba desde la confluencia del Napo con el Amazonas hasta la confluencia del Amazonas con el Yurúa. La lengua quechua fue ampliamente promovida por los jesuitas para evangelizar y como lengua general de comunicación interétnica en las reducciones, donde habían agrupado indígenas de muchos grupos étnicos diferentes.
En el tramo confluencia del Huallaga hasta Santa Rita de Castilla también hay comunidades urarina cuya lengua pertenece a la familia lingüística shimaco. En el censo peruano del 2017 la población que se autoidentificó como kukama kukamiria fueron 10,762 personas y como urarina 2,697. 
Los kukama fueron evangelizados tempranamente por los jesuitas, los que crearon la provincia de Maynas (actual Loreto) y fundaron el centro misionero multiétnico de Santiago de la Laguna (hoy Lagunas) en el río Huallaga en 1662, por esa razón ya en el siglo XVIII habían sido considerados como "semicivilizados" o "cristianos viejos". Los kukama intentaron resistir a los jesuitas y también fueron diezmados por varias epidemias. En la época del caucho también fueron desplazados como esclavos hacia los shiringales y a su regreso, después de que colapsó la explotación cauchera debido a la competencia de las plantaciones inglesas y holandesas en Asia, fueron explotados como mano de obra en fundos agro-extractivos que habían ocupado sus tierras y pertenecían a costeños y serranos. Ahora viven distribuidos en pequeños poblados a lo largo del medio y bajo Marañón y muchos se dedican a la pesca. Desde tiempos antiguos han vivido en zonas inundables y están muy bien adaptados a los ecosistemas fluviales. Su mitología está estructurada alrededor del mundo acuático en las profundidades del río Marañón y de sus animales.
La sede de la CORPI (Coordinadora Regional de los Pueblos Indígenas de Datem del Marañón y del Alto Amazonas) está en San Lorenzo, la capital provincial.

## El fallido proyecto de Hidrovía Amazónica
En el año 2017 el gobierno peruano otorgó una concesión a la empresa Cohidro, cuyo propietario mayoritario es la compañía china Sinohydro, para desarrollar una hidrovía en los ríos Marañón, Huallaga, Ucayali y Amazonas, con la finalidad de facilitar el transporte fluvial en la época de estiaje. Se previó dragar una serie de malos pasos (23 según el Estudio Definitivo de Ingeniería, EDI) y el canal de entrada al puerto de Iquitos, e instalar una red de estaciones limnimétricas para conocer la profundidad del río en tiempo real. No se consideró la mejora de los puertos existentes, bastante primitivos, ni la construcción de nuevos.   
| Río            | Tramo                                          | km    |
| -------------- | ---------------------------------------------- | ----- |
| Ucayali        | Pucallpa-Confluencia Marañón                   | 1,248 |
| Huallaga       | Yurimaguas-Confluencia Marañón                 | 220   |
| Marañón        | Saramiriza-Confluencia Ucayali                 | 621   |
| Amazonas       | Confluencia Ucayali-Frontera Brasil y Colombia | 598   |
| Total Hidrovía |                                                | 2,687 |

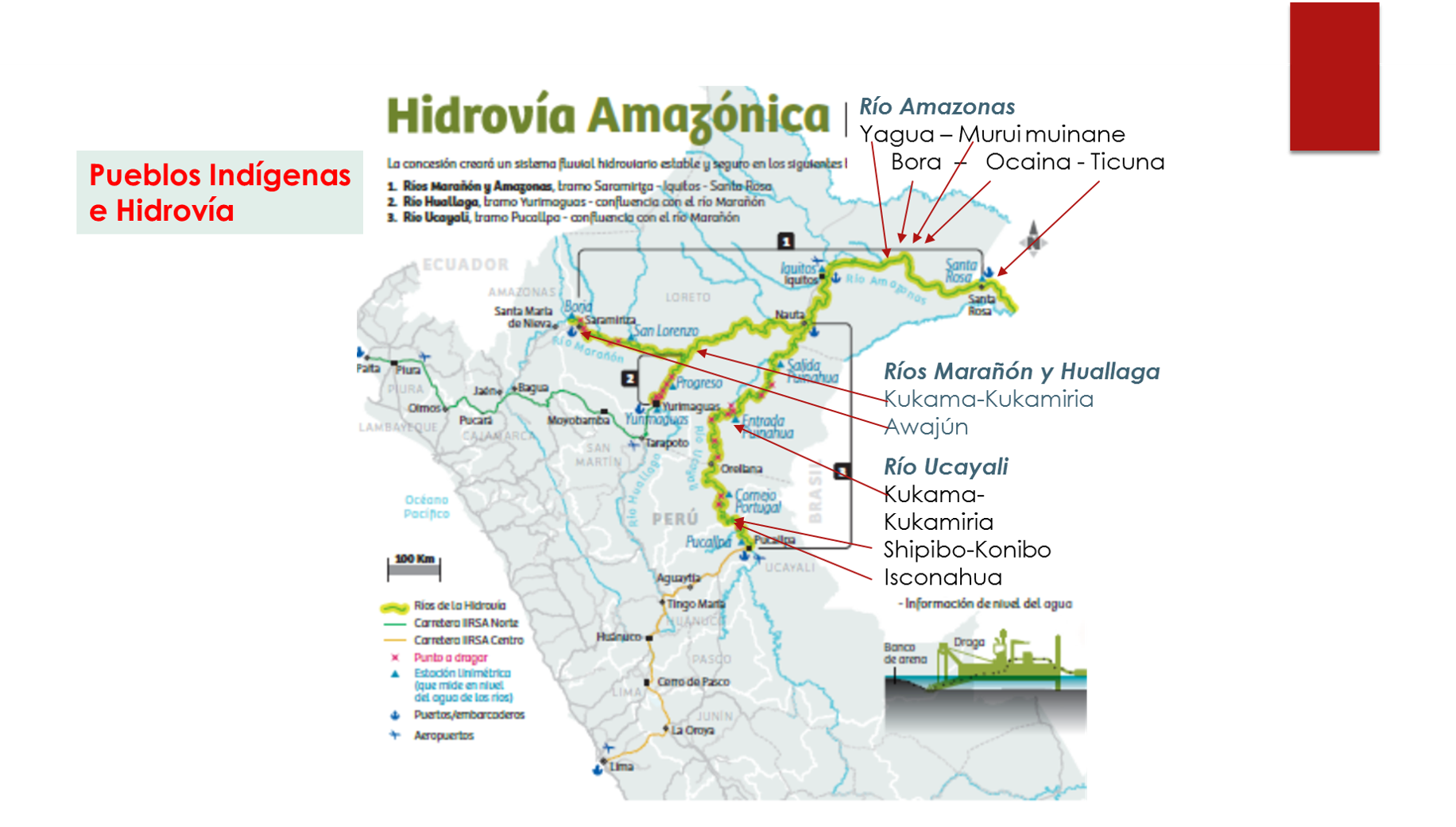
Proyecto de hidrovía en la Amazonía peruana y principales pueblos indígenas que participaron en la consulta previa

La inversión referencial se evaluó en $95m con el dragado de sólo 13 malos pasos. Los volúmenes a dragarse hasta una profundidad de 2.40 m en esos 13 malos pasos hubiesen sido los de la siguiente tabla. Obviamente, si hay que dragar 23 malos pasos, haciendo una extrapolación simple, puesto que no tenemos las cifras del EDI, habría que multiplicar los totales por 1.77. 
| Río                                                       | Malos pasos | Dragado de apertura | Dragado de mantenimiento |
|                                                           |             |                     | promedio anual           |
|                                                           |             | miles de m3         | miles de m3              |
| --------------------------------------------------------- | ----------- | ------------------- | ------------------------ |
| Huallaga                                                  | 6           | 1583                | 633                      |
| Ucayali                                                   | 4           | 392                 | 157                      |
| Marañón                                                   | 3           | 148                 | 59                       |
| Canal de Iquitos                                          |             | 900                 | 150                      |
| Imprevistos                                               |             | 850                 | 340                      |
| Total en perfil inicial                                   | 13          | 3873                | 3378                     |
| TOTAL APROXIMADO (según Estudio Definitivo de Ingeniería) | 23          | 6852                | 5976                     |

La inversión y la ganancia del concesionario hubiesen debido ser financiados por los peajes de las embarcaciones, las que actualmente no pagan nada. En el marco de una asociación público privada el Estado se comprometía a completar los ingresos a obtenerse por concepto de peajes hasta cubrir el costo del contrato. Hasta el 2021 se habían hecho un estudio definitivo de ingeniería, una consulta previa a 14 pueblos indígenas a lo largo de la hidrovía y un estudio de impacto ambiental. Este último no había sido completado porque tuvo más de 200 observaciones. Además, el modelamiento que hizo de los impactos de los dragados en los ríos fue incorrecto porque no consideró la época de vaciante También hubo preocupación en los ribereños sobre los impactos que podrían tener los dragados en la pesca, ya que existe una superposición entre las zonas de pesca y los malos pasos. Pero, al no haberse hecho previamente un estudio de factibilidad correcto ni obtenido el acuerdo de los empresarios navieros para pagar los peajes, el futuro financiero del proyecto, que ya tenía más de dos años de retardo, parecía controversial. En octubre del 2022 el gobierno peruano declaró que  el proyecto estaba caduco. 

#### Arqueología del Marañón andino antes de la Era Cristiana

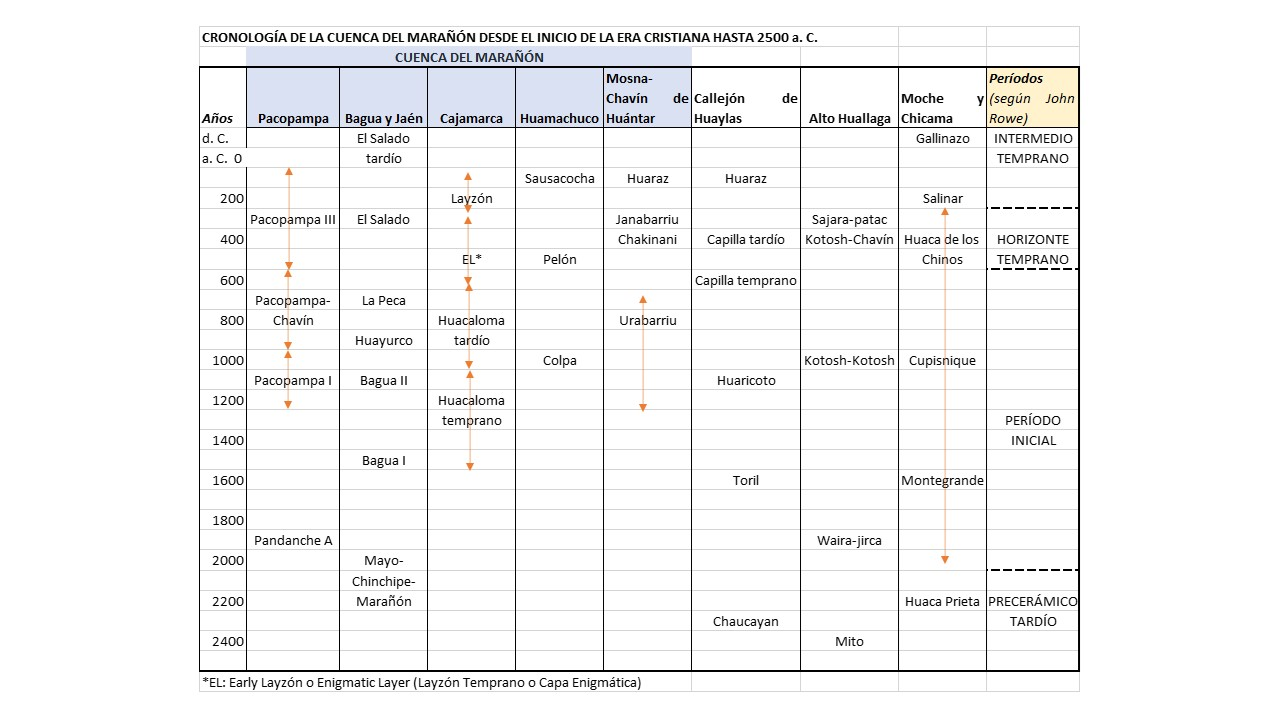
Este cuadro ha sido redactado con información para Chavín de Huántar, Pacopampa, Layzón, Kotosh-Mito, Sajara-patac y Cupisnique, a partir de las referencias indicadas.

## Historia

### Desde el final del último período glaciar hasta la caída del Imperio Inca

#### Alto Marañón
Los humanos se han desplazado en la cuenca alta del Marañón, aparentemente, desde hace unos 12,000 años, cuando los glaciares comenzaron a retroceder. Esta fecha es sólo tentativa puesto que las fechas de los procesos de población por humanos del continente americano aún son altamente controversiales.
El ingeniero Augusto Cardich investigó cuevas junto a la laguna de Lauricocha y dividió sus excavaciones en tres estratos según su antigüedad. El estrato I, un sitio pre-agrícola (10,000 a 8,000 a. C.), fue fechado en 1959 a 9,525±250 años de antiguëdad, En él se encontraron herramientas líticas con puntas en forma de hojas y cuchillos bifaciales. Los habitantes eran cazadores de tarucas (Hippocamelus antisensis). En el estrato II (8000 a 5000 a. C.) se encontraron abundantes instrumentos de sílex, algunos muy bien trabajados. También se encontraron esqueletos humanos de 4 adultos y 7 niños, con útiles de piedra y hueso, y restos de camélidos. Los niños fueron enterrados con elaborados ornamentos como ofrendas. En el estrato III (5000 a 4000 a. C.) se encontraron herramientas de hueso, puntas foliáceas pequeñas y medianas.
En la zona de Lauricocha hay muchas pinturas rupestres que datan de la época de los cazadores recolectores, Una de las más famosas es la de la cueva de Chaclarragra que representa una cacería de cérvidos pintada en rojo oscuro. En las alturas que dominan el Marañón, en el lado de Huánuco, en las provincias de Yarowilca, Dos de Mayo y Huamalíes, hay muchas pinturas rupestres y petroglifos que han sido recensados pero no estudiados ni fechados. Sólo se volverá a encontrar una gran cantidad de pinturas rupestres y petroglifos más al norte, en la región Amazonas, en las provincias de Luya y Utcubamba. Allí, el más célebre de los abrigos que albergan pinturas es el de Chiñuña, muy cerca del pueblo de Yamón y del río Marañón. Tiene pinturas representando danzantes y la caza de auquénidos, que tendrían 3,290 años de antigüedad, aunque, como en Lauricocha, aún falta hacer más estudios científicos. 
En la ciudad de Jaén, en la colina de Montegrande, el arqueólogo Quirino Olivera ha excavado una enorme espiral de piedra y adobe, similar a otra encontrado en Palanda (Ecuador) en las cabeceras del río Chinchipe, afluente del Marañón. Rodeando la espiral hay una serpiente enroscada y, como cabecera, tiene un personaje gigantesco. 
En Palanda, en el ojo de la espiral, se encontró una tumba en la que había una vasija ceremonial con restos de una bebida que contenía cacao. El cacao, de la variedad "fino aroma", ha sido fechado entre los años 2265 y 1885 a. C. Ambos monumentos pertenecen a la cultura Mayo-Chinchipe-Marañón (5500-1700 a. C.) la que comerciaba con la costa del Pacífico, como lo atestiguan las conchas Spondylus y Strombus allí encontradas. En intercambio viajantes llevaron la yuca y el cacao de la Amazonía a la costa, donde florecía la cultura Valdivia. Recipientes allí hallados contenían restos de almidón de maíz y de yuca, camote y ají. Esta es la única arquitectura monumental encontrada hasta ahora en la Amazonía y es, quizás, la confirmación de la tesis del arqueólogo Julio C. Tello (1942), de que los orígenes de la civilizaciones andinas están en la Amazonía. El oro encontrado en la tumba del Señor de Sipán (Lambayeque) ha sido trazado a los lavaderos del río Chinchipe. Según Tello, la iconografía de Chavín de Huántar  que incluye animales como el jaguar y el caimán, y las cabezas clavas, reminiscentes de la cacería de cabezas practicadas por las tribus selváticas, apuntaría a una relación con la Amazonía, aguas abajo, siguiendo el valle del Marañón. Sin embargo, en Chavín de Huántar no se ha encontrado ninguna pieza de cerámica de origen amazónico.  
En Huayurco, en la confluencia de los río Tabaconas y Chinchipe, en un lugar de densos bosques nubosos, el arqueólogo Pedro Rojas Ponce ha encontrado un lugar de producción, durante el período del Horizonte Temprano (900-200 a. C.)  de platos y tazones de piedra pulida, lisos o decorados con ranuras y serpientes.
Otros sitios arqueológicos en la región, que pertenecen a la misma cultura son San Isidro en Jaén y Las Juntas y Casual en Bagua. En estos últimos hay edificaciones de quincha (carrizos y arcilla) que habrían tenido una función religiosa y en las cuales hay pinturas murales. En una de ellas hay un caimán sobre un fondo de serpientes. Bagua ha sido desde el Período Inicial de las culturas peruanas (2000-0 a. C.) una encrucijada importante, comunicando la Costa y la Selva, Pacopampa y el sur del Ecuador, y en esa época desarrolló sus propios estilos de cerámica, primero polícroma, decorada con incisiones y luego la denominada El Salado, polícroma y monócroma, y decorada después de haber sido horneada, la que revelaría influencias desde la lejana cuenca del Orinoco.  
En el valle del Bajo Utcubamba los arqueólogos Ruth Shady y Jaime Miasta han encontrado numerosos restos de cerámica de los períodos Formativo (1800 a 200 a. C.), Medio y Tardío. En la confluencia del río Chinchipe con el Marañón está la colina de Tomependa (380 m s. n. m.) donde hay 5 montículos arqueológicos, en los que se han excavado edificios con muros pintados de blanco o crema. La zona ha sido huaqueada intensiva y sistemáticamente, y ceramios completos, que se supone han sido  hallados allí, se encuentran ahora en Europa. La población consumía maíz, yuca y camotes. Cazaba venados y recolectaba, ranas, cangrejos de agua dulce y caracoles. 
A partir del año 700 hay evidencia de la ocupación de esa zona del Marañón-Chinchipe por pueblos jíbaros (llamados bracamoros por los conquistadores españoles que no pudieron doblegarlos). Son los antepasados de los actuales awajún y wampis.

#### La cuenca del Alto Marañón: Eje cultural del Perú antiguo

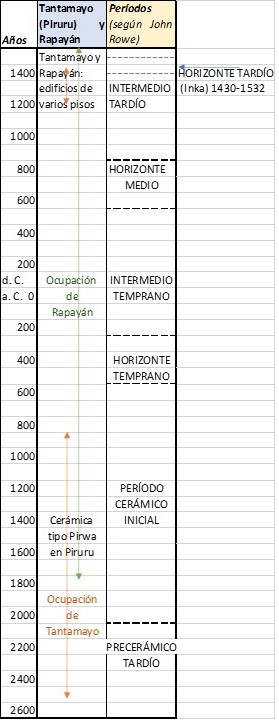
Cronología de Tantamayo y Rapayán, desde el Precerámico hasta el Período Inka

El río Marañón corre de sur a norte y ha sido durante milenarios un corredor de culturas que han influenciado todo el resto de lo que hoy es el territorio peruano y también lo que hoy es el Ecuador. De esas culturas dos sobresalen: la de Pacopampa en la provincia de Chota, y la de Chavín, una de las culturas madres del Perú, cuyo santuario principal, gran centro de peregrinación andino, está en el Callejón de Conchucos, en el valle del río Mosna. El valle de Marañón también es un lugar de paso entre la costa peruana donde se originaron a través de los siglos muchas grandes culturas, como la Cupisnique, y el valle del Huallaga, donde apareció la cultura Kotosh, donde se habría construido su célebre Templo de las Manos Cruzadas alrededor de 1800 a. C. en la yunga de Huánuco, una transición hacia la ceja de selva amazónica.
En el valle de Tantamayo, aledaño al Marañón, en la provincia de Huamalíes (Huánuco), grupos humanos desarrollaron la alfarería tipo Pirwa en el Período Cerámico Inicial y sus descendientes, 3000 años más tarde, en la época Inca, desarrollaron una espectacular arquitectura de piedra con torres de varios pisos.
En los valles y cumbres, dominando ambas riberas del Marañón, bajando a partir de los 4000 m de altura, múltiples ruinas de piedra (Saway, Nunash, Pumaj Jirca, Antaragá, etc.) testimonian de una larga y permanente actividad humana.

#### Bajo Marañón
En la Amazonía baja hay dos grandes ecosistemas: la várzea (término brasileño), es decir las zonas ribereñas e inundables, y las restingas, o tierra firme, las zonas no inundables. En ellas la domesticación de plantas no antecedió a la emergencia de la agricultura, salvo para la palmera "chonta" (Bactris gasipaes). La yuca (Manihot esculenta)  habría sido domesticada en el Alto Madeira y de allí habría viajado al Marañón. En la várzea la abundancia de recursos propició el crecimiento de las poblaciones, su sedentarización y su desarrollo cultural, mientras que en la tierra firme, hasta hoy día, las poblaciones de cazadores y recolectores tienen que desplazarse une vez que se agotan los recursos locales.
Durante el Holoceno Medio las evidencias apuntan a un modo de vida nómade. A partir del primer milenio d. C. hay evidencias del establecimiento de vida sedentaria en muchos lugares de la Amazonía, aunque, al parecer, no en el Bajo Marañón. Ha sido difícil hacer investigación arqueológica en la Amazonía baja  a causa de la inexistencia de rocas, de la rápida descomposición natural de las edificaciones y artefactos de madera y de las enfermedades tropicales. En general, en la Amazonía baja peruana, hay raros testimonios de las poblaciones antiguas. Sólo hay la alfarería encontrada en Nazarateki, en el Ucayali, y en los ríos Chambira y Napo. También quedan improntas de postes, artefactos de piedra y montículos y bases de edificaciones. En la cultura Chambira, al norte del Marañón, en 2000 a. C., aparecen botellas con asa puente y doble pico y figurinas de cabeza deformada de tipo tabular, erecta y bilobada que reaparecerán mucho más tarde en el período Formativo de los Andes Centrales.Estas técnicas de alfarería temprana habrían ingresado a la Amazonía desde los Andes ecuatorianos y colombianos según Betty Meggers. Sin embargo el arqueólogo Donald Lathrap asume que sus orígenes estarían más bien en la Amazonía central, cerca de la confluencia del Amazonas con el río Negro..  
La lengua madre amazónica, según Donald Lathrap, sería el arawak, el que se habría expandido a partir de las várzeas muy fértiles y densamente pobladas de la Amazonía central, alrededor de la confluencia del Amazonas con el río Negro. Más tarde llegarían los tupí-guaraní, eficientes guerreros, que reemplazarían las poblaciones originales y que se desplazarían a lo largo del Amazonas y Marañón, y que habrían llegado hasta las estribaciones orientales de los Andes, estando al origen de la población kukama actual y de otras que se extinguieron con la colonización europea. Estos desplazamientos de "alfareros tempranos" habrían comenzado, a partir de la Amazonía Central, en 3000 a. C. y habrían ocupado la parte baja del Marañón hacia 2000 a. C.
Otros lugares de la cuenca baja del Marañón donde se ha encontrado cerámica prehispánica son Balsapuerto en el río Cachiyacu, asociada a la explotación de sal, aproximadamente entre los años 1000 y 1200 d. C., y en los ríos Morona y Pastaza, en los que se han identificado más de 82 sitios cuya cronología estilística iría desde 1000 a. C. hasta 1500 d. C. Las sociedades complejas del llano amazónico que se desarrollaron en esos períodos participaban en redes de intercambio de larga distancia, incluyendo la región andina. La cultura Chachapoyas, entre el llano amazónico y los Andes, que emergió hacia el año 1000 d.C., seguramente jugó un rol importante como vínculo entre ambos ecosistemas.

## Reconocimientos de Derechos del Río Marañón
El río Marañón, fue declarado como sujeto de derechos en una medida histórica emitida por el Juzgado Mixto de Nauta en la región de Loreto. Esta sentencia se originó gracias a la iniciativa de la Federación de Mujeres Indígenas Huaynakana Kamatahuara Kana, en un esfuerzo por combatir los continuos derrames de petróleo y la contaminación generada por la falta de saneamiento y actividades mineras, los cuales han afectado directamente a las comunidades indígenas, especialmente al pueblo Kukama, para quienes el río es una parte integral de su identidad y sustento.

### Implicaciones y Protección del Río Marañón
La sentencia reconoció al Marañón y sus afluentes como titulares de derechos, garantizándoles el derecho a fluir, a estar libres de contaminación, y a la regeneración de sus ciclos naturales. Además, se estableció la figura de guardianes, a través de organizaciones indígenas, que velarán por su integridad y podrán actuar legalmente en su defensa. Como parte de las medidas complementarias, la Sala Civil ordenó a Petroperú realizar un mantenimiento “efectivo, inmediato e integral” del Oleoducto Norperuano para evitar más derrames en el río.

### Contexto de Protección Ambiental y Derechos de la Naturaleza
Este caso se destaca por su enfoque biocéntrico, otorgando derechos a la naturaleza de manera independiente al uso humano. La ratificación en segunda instancia refuerza el valor intrínseco del río dentro de la cosmovisión del pueblo Kukama, quienes consideran al Marañón como el centro de su universo, fuente de alimento, agua y transporte. La resolución establece la conformación de consejos de cuenca para asegurar su protección sostenible, integrando a las comunidades y entidades como el Gobierno Regional de Loreto y la Autoridad Nacional del Agua en su gestión.

### Repercusión y Futuro de la Protección de Ecosistemas Fluviales en Perú
Este fallo ha abierto el debate sobre los derechos de la naturaleza en el país y se proyecta como un modelo para otros ríos afectados por actividades extractivas. La defensa del Marañón continúa, con el compromiso de implementar la sentencia y exigir a las autoridades el cumplimiento de sus disposiciones, especialmente en lo referente al mantenimiento del Oleoducto Norperuano.